# Homossexuais na Alemanha Nazista

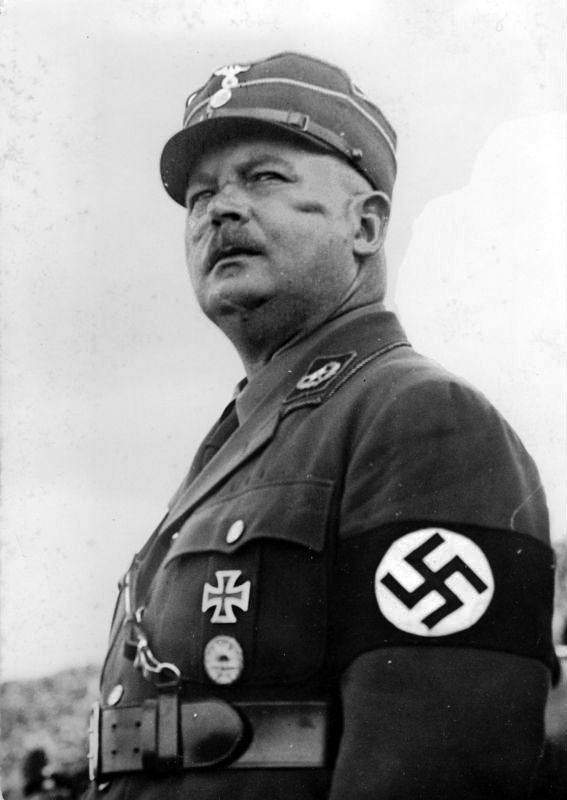
Ernst Röhm, oficial nazista que era homossexual assumido.

Os homossexuais constituíam um dos grupos perseguidos pelo regime nazista. Antes de 1933, os atos homossexuais eram ilegais na Alemanha sob o Parágrafo 175 do Código Criminal Alemão (Strafgesetzbuch). No entanto, a lei não era aplicada de forma consistente, e uma cultura gay próspera existia nas principais cidades alemãs. Após a Machtergreifung em 1933, a infraestrutura do primeiro movimento homossexual, composta por clubes, organizações e publicações, foi fechada. Após a purga de Röhm em 1934, a perseguição aos homossexuais tornou-se uma prioridade do estado policial nazista. Uma revisão do Parágrafo 175 em 1935 facilitou a apresentação de acusações criminais por atos homossexuais, o que levou a um grande aumento em prisões e condenações. A perseguição atingiu seu auge nos anos anteriores à Segunda Guerra Mundial e se estendeu a áreas anexadas pela Alemanha, incluindo Áustria, as terras tchecas e a Alsácia-Lorena.
O regime nazista considerava a eliminação de todas as manifestações de homossexualidade na Alemanha como um de seus objetivos. Os homens frequentemente eram presos após denúncia, batidas policiais e com base em informações obtidas durante interrogatórios de outros homossexuais. Aqueles presos eram presumidos culpados e submetidos a interrogatórios e torturas severas para obter uma confissão. Entre 1933 e 1945, estima-se que 100.000 homens tenham sido presos por homossexualidade; cerca de 50.000 deles foram condenados por tribunais civis, de 6.400 a 7.000 por militares e um número desconhecido por tribunais especiais. A maioria desses homens cumpriu pena em prisões comuns, e entre 5.000 e 6.000 foram encarcerados em campos de concentração. A taxa de mortalidade desses prisioneiros foi estimada em 60%, uma taxa mais alta do que a de outros grupos de prisioneiros. Um número menor de homens foi condenado à morte ou morto em centros de eutanásia nazistas. A perseguição da Alemanha nazista aos homossexuais é considerada o episódio mais grave em uma longa história de discriminação e violência contra minorias sexuais.
Após a guerra, inicialmente os homossexuais não foram contabilizados como vítimas do nazismo, pois a homossexualidade continuou a ser ilegal nos estados sucessores da Alemanha nazista. Poucas vítimas vieram a público para relatar suas experiências. A perseguição ganhou maior atenção pública durante o movimento de libertação gay na década de 1970, e o triângulo rosa foi reapropriado como um símbolo LGBT.

## Antecedentes

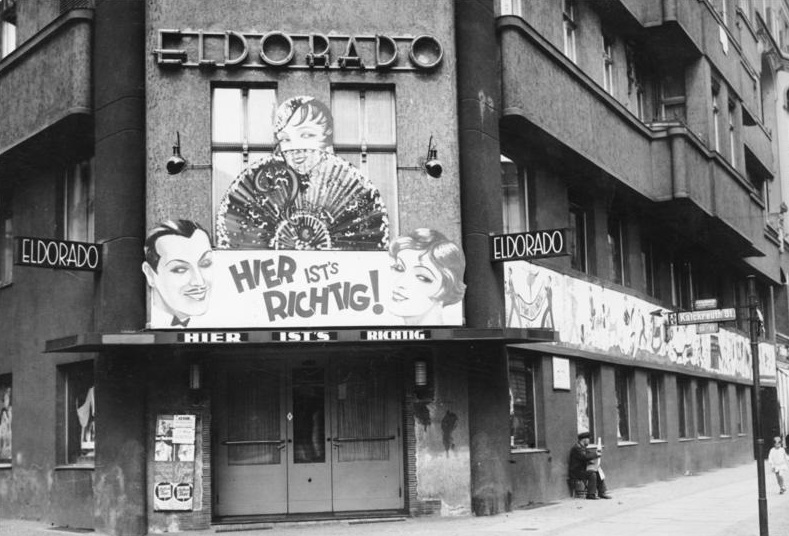
Eldorado (retratado em 1932), o estabelecimento gay mais famoso da Alemanha.

A Alemanha foi o berço do primeiro movimento homossexual. A palavra homossexual foi cunhada por um escritor de língua alemã, Karl-Maria Kertbeny; os primeiros periódicos destinados a um público gay, lésbico e transgênero foram publicados na Alemanha, e a primeira organização de direitos homossexuais do mundo foi fundada em Berlim em 1897. Na década de 1920, a cultura gay floresceu nas principais cidades da Alemanha, especialmente em Berlim. Compromissos políticos permitiram que muitos homossexuais vivessem livremente em suas vidas privadas e em espaços subculturais dedicados, desde que não infringissem significativamente a esfera pública. Uma teoria sugere que a ascensão dos nazistas ao poder foi impulsionada por uma reação conservadora contra a percebida imoralidade, mas, segundo a historiadora Laurie Marhoefer, isso não foi um fator significativo.
O Parágrafo 175 do código penal alemão, aprovado após a unificação da Alemanha em 1871, criminalizava os atos sexuais entre homens. O supremo tribunal alemão decidiu que uma condenação exigia provas de que os homens tivessem praticado sexo penetrativo, geralmente sexo anal, mas às vezes sexo oral; outras atividades sexuais não eram puníveis. O Estado de direito limitava a aplicação da lei, pois os homens não eram presos ou indiciados sem provas concretas. Como consequência, as taxas de condenação eram baixas e um número significativo dos condenados recebia pena de multa, em vez de prisão. Penas superiores a um ano eram raras.
Em 1928, o Partido Nazista respondeu negativamente a um questionário sobre sua visão do Parágrafo 175, dizendo: "Qualquer um que sequer pense em amor homossexual é nosso inimigo." Políticos nazistas regularmente criticavam a homossexualidade, afirmando que era uma conspiração judaica para minar o povo alemão. Em 1931 e 1932, os Social-Democratas divulgaram a homossexualidade de Ernst Röhm, um proeminente político nazista, na tentativa de desacreditar os nazistas. O escândalo Röhm alimentou a ideia duradoura, mas falsa, de que o Partido Nazista era dominado por homossexuais, um tema recorrente na propaganda de esquerda dos anos 1930. O Partido Nazista tolerava temporariamente alguns homossexuais conhecidos, incluindo Röhm, mas nunca adotou tal tolerância como princípio geral ou mudou suas visões sobre a homossexualidade. Não há evidências de que os homossexuais estivessem super-representados no Partido Nazista.

## Histórico

### Tomada de poder nazista e repressão inicial (1933)

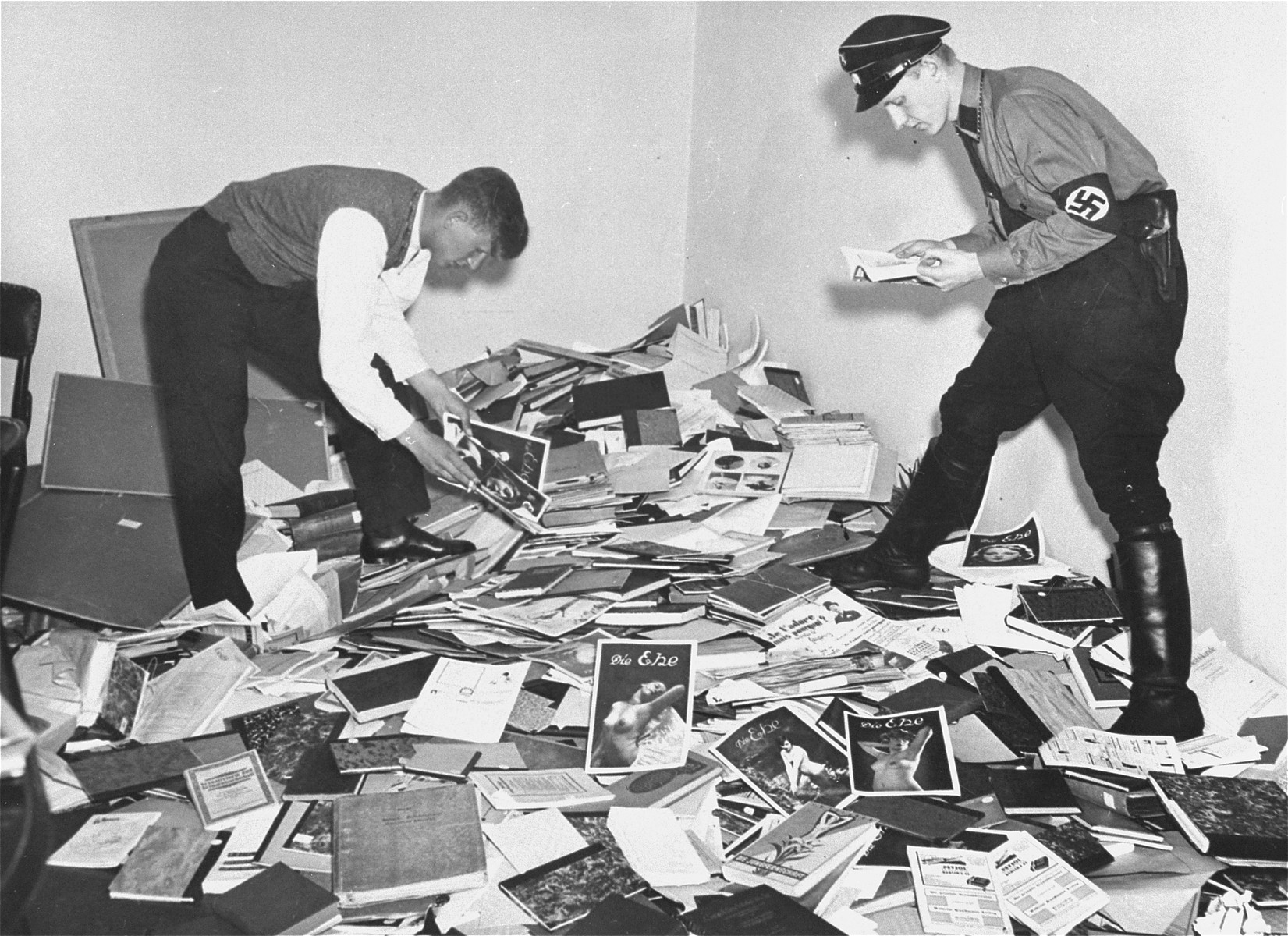
Incursão no Instituto de Pesquisa Sexual, em 6 de maio de 1933.

Em meados de 1932, uma repressão às subculturas homossexuais na Prússia começou após o Chanceler Franz von Papen ter deposto o governo prussiano. Alguns bares e clubes homossexuais em Berlim tiveram que fechar após batidas policiais. Em janeiro de 1933, o Partido Nazista chegou ao poder; imediatamente, seus inimigos reais e percebidos foram alvo de uma violenta repressão. Em 23 de fevereiro desse ano, o Ministério do Interior da Prússia ordenou à polícia de Berlim que fechasse todos os estabelecimentos restantes que atendessem a "pessoas que praticam práticas sexuais não naturais". Essa ordem foi estendida para outras partes da Alemanha. Em Colônia, quase todos os bares gays foram forçados a fechar. Em Hanover, todos foram fechados até o final do ano. Em Hamburgo, a polícia mirou tanto prostitutas quanto espaços homossexuais, incluindo a estação principal de trem, banheiros públicos e bares gays, o que levou a um aumento de mais de seis vezes nas acusações sob o Parágrafo 175 até 1934. A repressão anti-homossexual foi destinada a agradar os apoiadores conservadores dos nazistas, que os colocaram no poder, bem como aos eleitores socialmente conservadores. Tanto o Vaticano quanto as igrejas protestantes elogiaram a repressão. Por exemplo, em outubro de 1933, Clemens August Graf von Galen, o Bispo de Münster, escreveu elogiando os esforços dos nazistas para "erradicar" a "propaganda aberta de ateísmo e imoralidade".

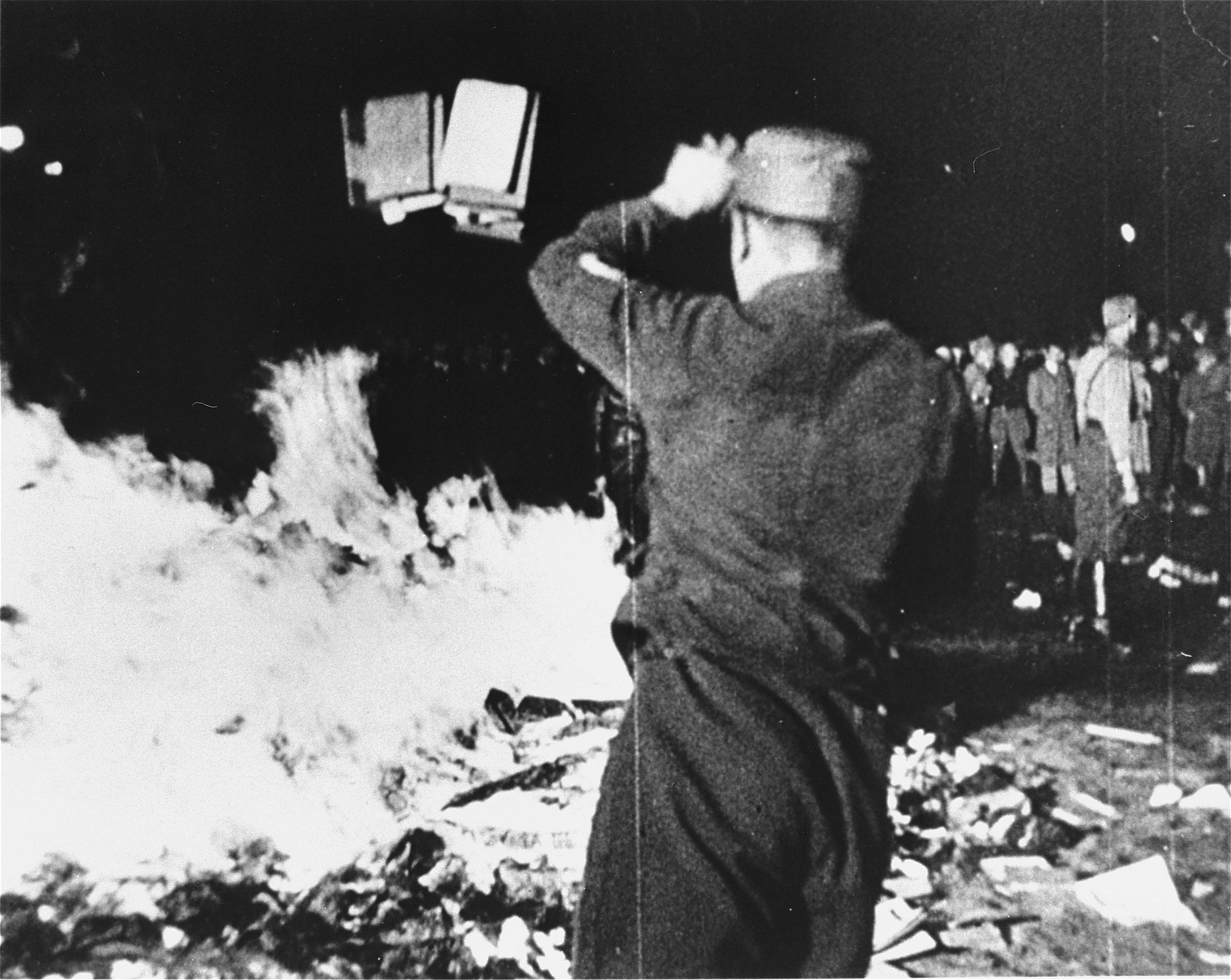
Em 10 de maio de 1933, em Berlim, nazistas queimaram obras de autores de origem judaica, a biblioteca do Institut für Sexualwissenschaft, e outras obras consideradas "não-alemãs".

Em março de 1933, as autoridades nazistas começaram a confiscar material impresso sobre temas homossexuais. Todas as revistas relacionadas à LGBT que haviam sobrevivido à censura anterior foram fechadas e as cópias foram queimadas. Seus editores foram alvo; a casa de Adolf Brand foi invadida cinco vezes e a polícia roubou todas as suas fotografias, 6.000 edições de revistas e muitos livros. A empresa de Friedrich Radszuweit foi submetida a incursões semelhantes. Durante a tomada nazista, o ativista alemão-judeu dos direitos homossexuais, Magnus Hirschfeld, estava no exterior em uma turnê de palestras para a Liga Mundial para a Reforma Sexual. Em 6 de maio, a ala paramilitar dos nazistas, a SA, invadiu seu Instituto de Pesquisa Sexual em coordenação com estudantes alemães. A biblioteca do instituto, com mais de 12.000 livros, foi publicamente queimada em 10 de maio na Opernplatz; e seus escritórios, juntamente com os da Liga Mundial para a Reforma Sexual, foram destruídos.
Em 8 de junho, a organização de reforma legal Comitê Científico-Humanitário votou para se dissolver. Em 1933, muitas organizações homossexuais tentaram destruir listas de membros e outras informações que os nazistas poderiam usar para perseguir dissidentes. Ex-militantes fizeram acordos para manter silêncio para proteger outros. Alguns homossexuais, incluindo Thomas e Klaus Mann, partiram para o exílio. A cidade suíça de Basel foi especialmente procurada por homossexuais que fugiam da Alemanha nazista. Outros homossexuais com inclinações mais à direita, como Hans Blüher, que inicialmente acolheu a tomada nazista, permaneceram na Alemanha. Alguns se juntaram à SA, acreditando erroneamente que Röhm os protegeria.
Os membros mais visíveis da comunidade LGBT, incluindo prostitutas, travestis e líderes ativistas, foram alvos da repressão, e locais de destaque foram fechados. No entanto, a vida cotidiana do homossexual médio não mudou, e alguns bares gays em Hamburgo e cidades menores permaneceram abertos. Alguns homens conseguiram se adaptar aos fechamentos encontrando-se com amigos gays em estabelecimentos predominantemente heterossexuais. A maioria dos homossexuais ainda não tinha medo da Gestapo. Eles acreditavam que poderiam manter um perfil discreto até o fim do regime nazista, que viam como próximo. Durante os primeiros anos do governo nazista, o número de homens condenados à prisão sob o Parágrafo 175 aumentou, de 464 em 1932 para 575 em 1933 e 635 em 1934. Não houve perseguição sistemática do comportamento homossexual individual, e até 1935, as condenações permaneceram abaixo do recorde de 1.107 condenações estabelecido em 1925.

### Purga de Röhm e expansão da perseguição (1934-1935)
Após a revolução de 1933, Hitler passou a ver Röhm como uma ameaça ao seu poder e a SA como um fardo devido aos seus atos de violência aleatórios, que prejudicavam a imagem desejada pelos nazistas como o partido da lei e da ordem. Em 30 de junho de 1934, Röhm e vários outros líderes da SA foram súbita e executivamente presos. Esse evento foi posteriormente justificado na propaganda nazista, principalmente pela alegada corrupção e conspiração com potências estrangeiras, mas também citando a homossexualidade de Röhm e o fato de que uma das vítimas da purga, Edmund Heines, teria sido supostamente preso enquanto estava na cama com outro homem. Heinrich Himmler e Reinhard Heydrich, líderes da SS (uma rival da SA de Röhm), apoiaram a purga para afirmar seu controle sobre o estado policial nazista. Eventualmente, Himmler, descrito pelo historiador Nikolaus Wachsmann como "um dos homofóbicos mais obsessivos" do governo nazista, tornou-se comandante da SS, da Gestapo e do sistema de campos de concentração nazistas, tornando-se o segundo homem mais poderoso da Alemanha nazista. A purga acabou com o sentimento de segurança que muitos homossexuais alemães ainda sentiam. Alguns nazistas homossexuais pararam de participar do partido enquanto outros, eles próprios ex-autores de violência contra oponentes nazistas, se tornaram vítimas.

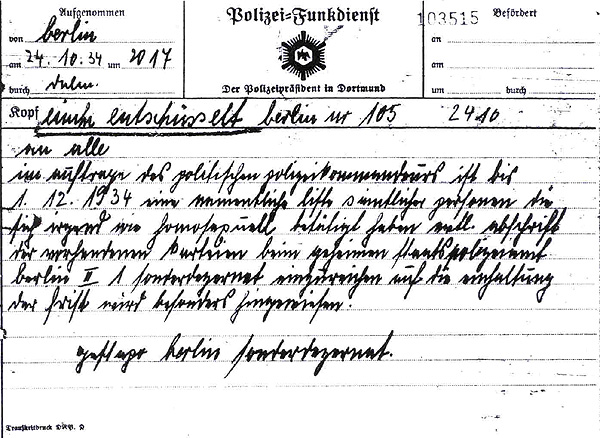
Telegrama de rádio da Gestapo solicitando uma lista de suspeitos de homossexualidade para o Chefe de Polícia em Dortmund, em 24 de outubro de 1934.

A repressão anti-gay começou imediatamente após a purga, focando inicialmente em supostos grupos homossexuais no partido e na burocracia do Estado. Em outubro de 1934, Heydrich ordenou que a polícia de todas as grandes cidades fizesse uma lista de homossexuais. Um departamento separado da Gestapo, a Comissão Especial para a Homossexualidade em Berlim, foi criado. No final de 1934, a Gestapo mirou Berlim e Munique, fazendo batidas em bares gays e efetuando prisões em massa de homens homossexuais; a maioria dos presos não estava envolvida em política. Muitos homens acusados de homossexualidade admitiam atos que não eram puníveis sob o Parágrafo 175, esperando serem libertados; em vez disso, eram maltratados e encarcerados em Columbia-Haus, Lichtenburg ou Dachau. No início de 1935, 80 por cento dos prisioneiros em custódia protetora nos campos de concentração estavam lá por suposta homossexualidade. Para condenar esses homens, decidiu-se mudar o código penal.
Quase exatamente um ano depois da morte de Röhm, o Parágrafo 175 foi alterado. As mudanças foram exigidas, especialmente por promotores e outros profissionais jurídicos. A nova versão da lei punia todos os atos sexuais, definidos de forma ampla; "objetivamente quando é prejudicado um senso geral de vergonha e subjetivamente quando existe a intenção lasciva de excitar qualquer um dos dois homens ou uma terceira pessoa". Em teoria, tornou-se crime olhar para outro homem com desejo. Homens foram condenados por masturbação mútua ou simplesmente por se abraçarem, e em alguns casos, mesmo quando nenhum contato físico ocorreu. Sob a nova lei, tipicamente todos os participantes eram considerados igualmente culpados, enquanto sob a lei anterior, os participantes "ativos" e "passivos" eram diferenciados. A nova lei tornou muito mais fácil prender e condenar homens homossexuais, resultando em um grande aumento nas condenações. Sob uma nova seção 175a, a lei também introduziu penas mais severas para prostituição masculina, sexo com um homem com menos de 21 anos ou sexo com um estudante ou empregado. A mudança na lei não foi divulgada com medo de espalhar o conhecimento sobre a homossexualidade. A maioria dos alemães não tinha conhecimento de que a lei havia mudado, e muitos dos presos sob a nova lei não tinham conhecimento de que estavam cometendo um crime. A lei também foi aplicada retroativamente.

### Auge da perseguição (1936–1939)

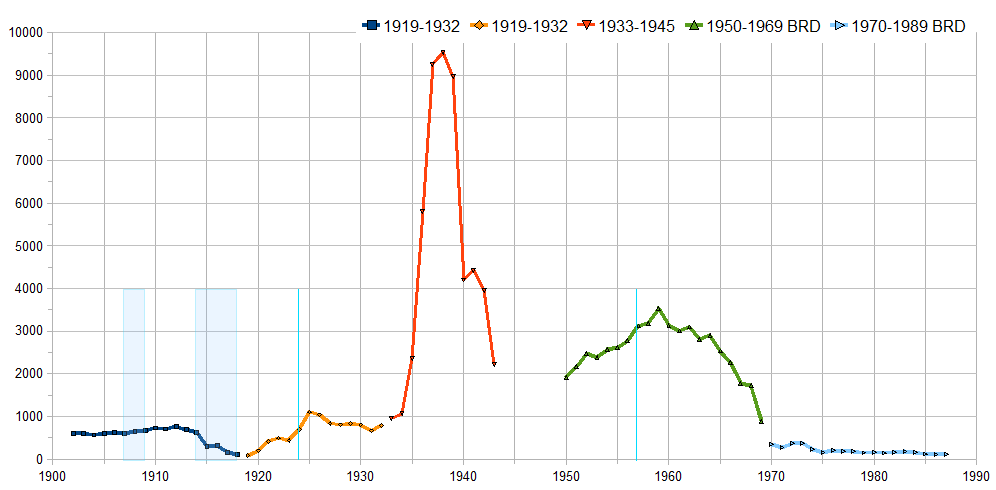
Número de condenações sob o Parágrafo 175 ao longo do tempo

De 1936 a 1939, a polícia alemã concentrou-se na homossexualidade como uma prioridade máxima. Em 1936, a Comissão Especial para a Homossexualidade em Berlim tornou-se o Escritório Central do Reich para a Luta contra a Homossexualidade e o Aborto, trabalhando em conjunto com o Escritório Especial da Gestapo II S. O novo escritório organizou conferências e emitiu diretrizes para aumentar a eficácia da perseguição anti-homossexual. Durante os primeiros anos do domínio nazista, as diferenças regionais na persecução de homossexuais refletiam tendências pré-nazistas na polícia, mas em 1936, a polícia lançou uma campanha nacional contra locais de encontro homossexuais. Essa campanha foi menos eficaz em áreas rurais do que em áreas urbanas, onde ocorreu um maior número de processos. Se a Gestapo acreditasse que não havia charges suficientes por homossexualidade em uma determinada área, eles enviariam uma unidade especial para treinar e incentivar a polícia criminal local. Em março de 1937, Himmler ordenou que os departamentos de polícia fizessem listas de suspeitos de homossexualidade e os obrigassem a registrar mudanças de endereço e monitorar locais de encontro homossexuais suspeitos, hotéis e anúncios pessoais em jornais.
A atribuição de responsabilidade pela realização da campanha anti-homossexualidade à polícia e aos tribunais, que não receberam nenhum pessoal ou recursos adicionais, causou sérias dificuldades operacionais. Além do aumento significativo no número de casos criminais a serem julgados, os casos de homossexualidade exigiam mais tempo e atenção devido à dificuldade de comprovar condutas privadas. Devido à dificuldade em identificar homossexuais, alguns departamentos de polícia recorreram a chamar classes inteiras de adolescentes e perguntar-lhes sobre suas experiências sexuais. Dessa forma, foi possível aumentar o número de acusações de homossexualidade; até 1939, esses relacionamentos juvenis eram a base de 23,9 por cento das acusações. Himmler aprovou esses métodos, argumentando que, sem eles, a homossexualidade se espalharia sem controle em instituições nazistas exclusivamente masculinas.
Entre 1937 e 1939, quase 95.000 homens foram presos por homossexualidade – mais de 600 por semana – representando um grande investimento do estado policial nazista. De 1936 a 1939, quase 30.000 homens foram condenados sob o Parágrafo 175. Diferente do passado, esses homens eram praticamente garantidos para receber uma sentença de prisão. O comprimento das sentenças aumentou; muitos homens foram condenados a anos de prisão. Promotores, juízes e outros envolvidos nos casos citavam cada vez mais a ideologia nazista para justificar punições severas, adotando a retórica do regime de "erradicar a praga da homossexualidade". O uso de prisão em campos de concentração aumentou; após 1937, aqueles considerados culpados de seduzir outros à homossexualidade eram confinados em campos de concentração.

### Segunda Guerra Mundial

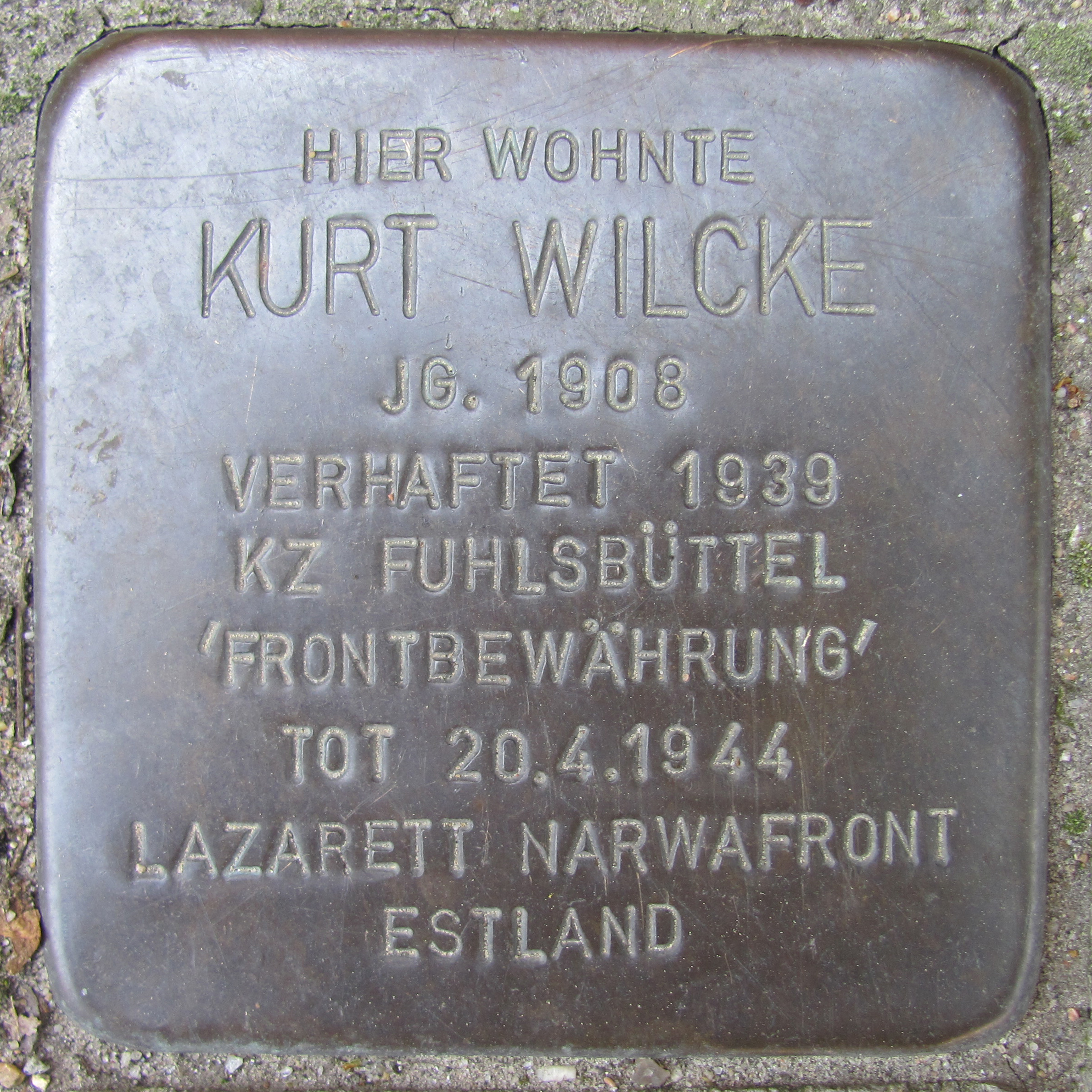
Kurt Wilcke (1908–1944) foi preso por sua homossexualidade no campo de concentração de Fuhlsbüttel. Mais tarde, transferido para um batalhão penal, ele morreu durante a Batalha de Narva.

De 1939 a 1940, o número de homens condenados em tribunais civis sob o Parágrafo 175 caiu de 7.614 para 3.773. Mais homens foram submetidos à jurisdição militar e, com o início da guerra, a homossexualidade deixou de ser a principal prioridade da polícia de segurança. Em antecipação ao início da guerra, no final de agosto de 1939, Heydrich ordenou que a Gestapo transferisse a maioria dos casos de homossexualidade para a Kriminalpolizei (polícia criminal ou Kripo) para liberar recursos para a perseguição de grupos de oposição. Não se sabe quantos casos sob o Parágrafo 175 foram tratados pelos tribunais especiais.
Estima-se que entre 6.400 e 7.000 homens foram condenados pelos  de sob o Parágrafo 175. O exército considerava os homossexuais como predadores que perturbavam a moral e a coesão das unidades. Antes da guerra, os homossexuais eram oferecidos a reeducação e, se isso falhasse, poderiam ser dispensados e presos em um campo de concentração durante o período de serviço militar obrigatório. Sob as exigências de mão de obra da guerra, considerou-se necessário recrutar todos os homens disponíveis; também havia a preocupação de que rejeitar homossexuais do serviço militar poderia abrir uma brecha para evasores do recrutamento. Homens considerados criminosos sexuais, incluindo homossexuais, estupradores e abusadores de crianças, poderiam servir na militar alemã, desde que estivessem dispostos a portar armas e permanecer celibatários durante o serviço militar. Homossexuais conhecidos e alguns ex-prisioneiros de campos de concentração foram convocados. Até homens homossexuais castrados podiam ser convocados.
Os tribunais militares geralmente eram mais indulgentes do que os tribunais civis em casos envolvendo sexo consensual, mas mais severos em casos abrangidos pelo Parágrafo 175a.Embora os tribunais militares seguissem a versão de 1935 do Parágrafo 175, geralmente emitiam uma condenação apenas quando houvesse contato tentado ou real com as partes genitais de outro homem. Mais de 90 por cento dos condenados foram reintegrados ao exército. Embora homossexuais inatos fossem considerados perigosos para o exército, o exército alemão assumia que a maioria dos casos de homossexualidade era situacional. Homens mais jovens, frequentemente vistos como vítimas de sedutores homossexuais, e infratores de primeira viagem recebiam clemência. Em média, os soldados condenados por homossexualidade eram sentenciados a penas de prisão de um ano, mas cumpriam apenas uma fração disso antes de serem libertados com condicional e enviados ao front. O tempo de serviço diminuiu devido à crescente escassez de mão de obra. Em 1943, Himmler, que acreditava que o exército não era suficientemente rigoroso com a homossexualidade, exigiu um sistema de classificação que enviaria ofensores homossexuais "incorrigíveis" para campos de concentração. O exército tentou garantir que o maior número possível de homens fosse mantido sob jurisdição militar para preservar a mão de obra vital, mas cooperou com a Gestapo para se livrar de alguns homens que eram vistos como uma ameaça ao exército. A partir de 1944, alguns prisioneiros homossexuais de campos de concentração foram forçados a se alistar no exército, o que continuou até uma semana antes da  pt. Esses homens foram recrutados principalmente para batalhões penais, especialmente a Brigada Dirlewanger.

### Territórios anexados
A perseguição aos homossexuais foi estendida aos territórios anexados, mas não ao restante da Europa ocupada alemã; os nazistas estavam principalmente desinteressados em punir homossexuais que não fossem considerados etnicamente alemães. As acusações criminais contra homens por homossexualidade na Áustria quase dobraram sob o domínio nazista. Tanto tribunais regulares quanto especiais aplicavam punições draconianas, incluindo a pena de morte. A lei alemã foi aplicada no Sudetenland após a sua anexação no final de 1938 e, no caso dos homossexuais, aplicada retroativamente. A lei alemã foi imposta na Alsácia-Lorena em janeiro de 1942; homossexuais lá enfrentaram logo uma forte repressão legal, incluindo a aplicação retroativa da lei.
No Protetorado da Boêmia e Morávia, a lei alemã se aplicava aos alemães étnicos e o antigo código criminal austríaco, que impunha penas menores para a homossexualidade masculina, se aplicava aos não-alemães. Homens tchecos não foram deportados para campos de concentração apenas por condenação por homossexualidade, mas às vezes foram deportados em combinação com outros motivos, como atividades anti-nazistas. Embora as acusações tenham aumentado drasticamente durante a ocupação alemã, a polícia concentrou seus esforços em desmantelar redes de prostituição masculina em vez de relacionamentos homossexuais entre tchecos. Em 1945, Edvard Beneš, presidente da Checoslováquia, ofereceu anistia aos condenados por homossexualidade durante a ocupação, embora a lei permanecesse em vigor.

## Visões nazistas sobre a homossexualidade
Os nazistas foram influenciados por ideias anteriores que confundiam homossexualidade, abuso sexual infantil e "sedução da juventude". Antes da ascensão dos nazistas ao poder, havia uma crença generalizada entre os alemães de que a homossexualidade não era inata, mas sim algo que poderia ser adquirido e disseminado. Os nazistas estavam particularmente preocupados em não permitir que suas organizações exclusivamente masculinas, como a Juventude Hitlerista, SS e SA, fossem vistas como centros de "recrutamento" homossexual. Baseados nas teorias de Karl Bonhoeffer e Emil Kraepelin, os nazistas acreditavam que homossexuais seduziam jovens e os infectavam com a homossexualidade, alterando permanentemente sua orientação sexual. A retórica descrevia a homossexualidade como uma doença contagiosa, mas não no sentido médico. Em vez disso, a homossexualidade era considerada uma doença do Volkskörper (corpo do povo), uma metáfora para a comunidade nacional ou racial desejada (Volksgemeinschaft).
Os nazistas, especialmente Himmler, nutriam crenças conspiratórias sobre homossexuais, acreditando que eles eram mais leais uns aos outros do que ao Partido Nazista e à Alemanha. Após a purga de Röhm, ele disse ao pessoal da Gestapo que eles haviam evitado por pouco que o Estado fosse capturado por homossexuais. Em 1937, uma manchete na revista SS Das Schwarze Korps declarou os homossexuais como "inimigos do Estado", explicando que eles deveriam ser erradicados porque "...formam um estado dentro do Estado, uma organização secreta que vai contra os interesses do povo." O jornal argumentava que apenas dois por cento daqueles que se envolviam em atos homossexuais eram homossexuais comprometidos e que os demais poderiam ser afastados da homossexualidade. Quarenta mil homossexuais eram considerados capazes de "contaminar" dois milhões de homens se fossem deixados livres. Os homens homossexuais também eram considerados negligentes em seu dever de repovoar a nação alemã após a Primeira Guerra Mundial e criar filhos que pudessem ser recrutados para o exército para lutar nas guerras de agressão planejadas por Hitler. Em 18 de fevereiro de 1937, Himmler fez um discurso sobre homossexualidade em Bad Tölz com base no livro de 1927 Erotismus und Rasse de Herwig Hartner, que afirmava que a homossexualidade era um complô judaico contra a Alemanha. Segundo Himmler, a homossexualidade poderia levar ao fim da Alemanha e causar o despovoamento, reduzindo o número de homens disponíveis para reprodução.
Os nazistas faziam distinção entre homossexuais congênitos, que exigiriam prisão permanente, e outros que haviam praticado a homossexualidade, mas acreditava-se que poderiam ser curados com uma breve estadia em um campo de concentração ou tratamento psiquiátrico. Distinguir entre essas categorias foi uma dificuldade que preocupava os nazistas, especialmente depois que muitos casos de homossexualidade surgiram na supostamente racicamente pura SS. Ceder a um ato homossexual uma vez, especialmente quando bêbado, não era necessariamente considerado evidência de inclinação homossexual. O Instituto Göring oferecia tratamento a homossexuais encaminhados pela Juventude Hitlerista e outras organizações nazistas; até 1938, alegava ter mudado a orientação sexual em 341 dos 510 pacientes e, até 1944, afirmava ter eliminado a homossexualidade em mais de 500 homens. O instituto intervinha para reduzir as sentenças em alguns casos. O oposto da perseguição nazista à homossexualidade era o encorajamento das relações heterossexuais, incluindo o sexo extramarital, para pessoas consideradas racialmente desejáveis.
Após 1934, a homofobia se tornou um tema regular na propaganda nazista; a maioria dos alemães entrou em contato com essa propaganda homofóbica. Embora um dos objetivos do regime nazista fosse eliminar todas as manifestações de homossexualidade na Alemanha, nunca houve uma política nazista de exterminar todos os homossexuais da mesma forma que a Solução Final visava os judeus.

## Métodos

### Identificação e prisão
Homossexuais eram mais difíceis de serem capturados do que outros grupos que os nazistas visavam. A polícia recebeu instruções detalhadas sobre como identificar homossexuais; foram orientados a procurar por homens chamativos, aqueles que evitavam mulheres ou eram vistos andando de braços dados com outros homens, e qualquer pessoa que alugasse um quarto duplo em um hotel. Cabeleireiros, funcionários de casas de banho, recepcionistas de hotéis, carregadores de estações ferroviárias e outros foram solicitados a relatar comportamentos suspeitos. Complicando os esforços dos nazistas, muitos homens homossexuais não se encaixavam nesses estereótipos e muitos homens efeminados não eram homossexuais.
Segundo uma estimativa, as denúncias resultaram em 35 por cento das prisões de homossexuais. Os homens eram denunciados por vizinhos, parentes, colegas de trabalho, estudantes, funcionários ou até mesmo ex-namorados que buscavam resolver desavenças, transeuntes que ouviam conversas suspeitas e apoiadores do Hitler Youth e outros nazistas que atuavam voluntariamente como polícia da moral. Funcionários estatais que trabalhavam em assistência à juventude e estações de trem, funcionários nazistas no Frente Alemã do Trabalho (DAF), a SA, a SS e o Hitler Youth trouxeram casos à atenção das autoridades. Um número desproporcional de denúncias envolvia abuso infantil ou "sedução da juventude" porque havia uma parte prejudicada para reclamar. Alguns homens eram falsamente denunciados como homossexuais por outros alemães. O método da bola de neve envolvia prender um homem, interrogá-lo e revistar seus pertences para encontrar suspeitos adicionais; este método representou trinta por cento das prisões. Alguns homens eram observados antes de suas prisões ou temporariamente libertados na esperança de que levassem a polícia a suspeitos adicionais. Alguns foram mostrados álbuns de fotografias de outros homens suspeitos de serem homossexuais; prostitutas masculinas frequentemente identificavam outros homossexuais dessa maneira. Outros dez por cento das vítimas foram presos em batidas policiais, que frequentemente eram realizadas em parques, banheiros públicos e áreas frequentadas por prostitutas masculinas. A armadilha também foi usada para capturar homossexuais.
Acusações de homossexualidade às vezes eram usadas contra pessoas que não eram culpadas. O ministro da propaganda nazista, Joseph Goebbels, comentou: "Quando Himmler quer se livrar de alguém, ele simplesmente o acusa do §175." Cerca de 250 clérigos católicos foram acusados de relações com o mesmo sexo em meados da década de 1930. Muitas das acusações, que incluíam abuso sexual de menores e sexo homossexual consensual, eram verdadeiras, mas outras provavelmente foram inventadas. Os julgamentos tiveram eficácia limitada em seu propósito pretendido de desacreditar a Igreja Católica. As autoridades católicas oscilaram entre repreender os culpados e encobrir o escândalo.

### Regional e segmentação baseada em classe
As táticas ativas de policiamento eram principalmente limitadas às grandes cidades; em áreas rurais, a polícia dependia de denúncias. A diferença na estratégia de policiamento e provavelmente a super-representação e maior visibilidade de homossexuais em áreas urbanas levaram a taxas de condenação muito diferentes em diferentes partes da Alemanha. As condenações na Baviera e Mecklenburg ficaram abaixo da média nacional, enquanto na Província do Reno, Hamburgo e Berlim, elas excederam a média. Dentro dos estados, áreas urbanas tinham mais casos do que áreas rurais. Devido à dependência de denúncias em áreas rurais, um número desproporcional de casos envolvia abuso infantil ou "sedução da juventude".
Homens jovens e da classe trabalhadora, que talvez fossem menos capazes de evitar as autoridades, estavam super-representados entre os que foram presos e processados. Metade dos suspeitos eram homens da classe trabalhadora e outro terço vinha da classe média baixa. Na Áustria, onde homossexuais da classe trabalhadora eram alvos tradicionais de criminalização, as prisões foram estendidas à classe média, mas um comportamento mais flagrante era necessário para que um homem de classe alta fosse punido por homossexualidade. Os primeiros homossexuais a serem alvo dos nazistas, antes da purga de Röhm, também eram judeus e ativistas políticos de esquerda. Um número considerável dos perseguidos por homossexualidade também foram alvo por outros motivos, como serem romani, deficientes, profissionais do sexo, acusados de outros crimes, opositores políticos dos nazistas ou desertores.

### Interrogatório e julgamento
Após prender um homem, ele era considerado culpado, especialmente se houvesse histórico de atos homossexuais ou uma condenação anterior. A polícia contava à sua família o motivo de sua prisão. Com uma condenação, a vítima poderia esperar uma completa desestruturação de sua vida, incluindo a perda de casa e emprego, expulsão de organizações profissionais e revogação de prêmios e doutorados. Interrogatórios severos tinham o objetivo de forçar a vítima a confessar os atos dos quais a polícia acreditava que ele era culpado. Celas austeras de instalações de detenção temporária eram suficientes para obter confissões em alguns casos. Outros suspeitos se abalavam diante de "gritos, maldições, ameaças e perguntas intermináveis", e alguns eram espancados. Alguns homens eram detidos por semanas sem nada para fazer além de esperar o interrogatório e sofriam colapsos mentais. Alguns homens eram enviados para campos de concentração sob custódia protetora para incentivá-los a confessar ou para encarcerá-los quando não havia evidências suficientes para obter uma condenação. A polícia dizia aos suspeitos que eles receberiam uma pena mais leve se confessassem e detenção indefinida em um campo de concentração se não o fizessem.
Tanto a Gestapo quanto a Kripo visavam homossexuais, uma rivalidade que pode ter incentivado a última a adotar as táticas mais brutais da primeira. A tortura era regularmente usada para extrair confissões e o uso de "interrogatório agravado" (verschärfte Vernehmung) era explicitamente aprovado por Josef Meisinger, chefe do Reich Central Office for the Combating of Homosexuality and Abortion. Após 1936, os casos foram processados com mais rapidez e os acusados raramente tinham uma defesa legal. A maioria já havia confessado, garantindo um veredito de culpa. Um número desconhecido de homens que foram considerados inaptos para julgamento foram confinados em hospital psiquiátricos.

### Prisões

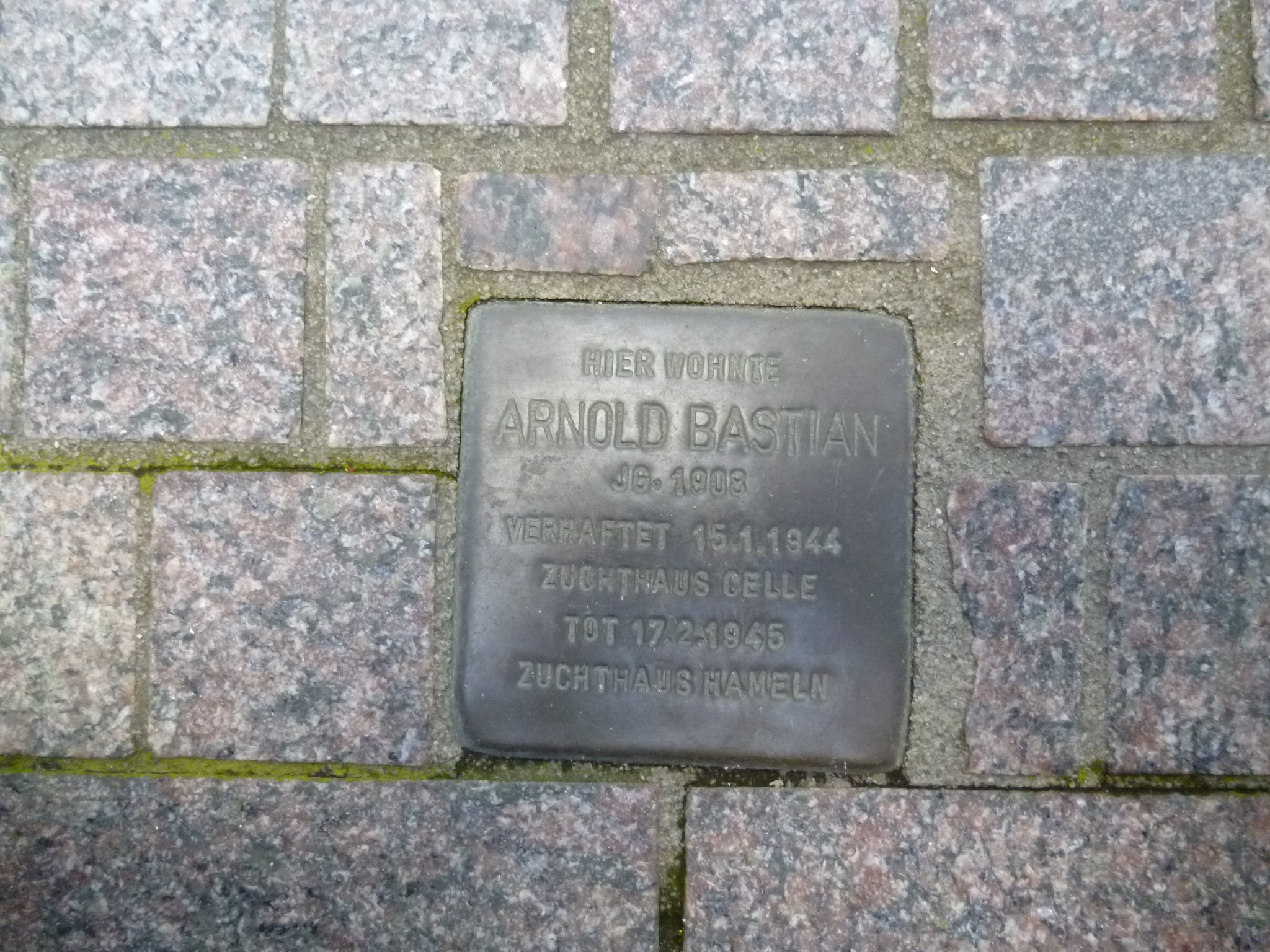
Arnold Bastian (1908-1945) foi preso em 1944 por sua homossexualidade e morreu na prisão em 1945

A maioria dos homens perseguidos por homossexualidade foi condenada no sistema jurídico civil e presa. Na Alemanha, era prática há muito tempo isolar prisioneiros homossexuais em celas individuais, mas, devido ao grande aumento de prisões, isso se mostrou impraticável. Além disso, a exploração econômica do trabalho dos prisioneiros significava que muitos deles eram mantidos em campos de trabalho e alojados em alojamentos. Enquanto alguns oficiais construíam celas minúsculas para manter os prisioneiros homossexuais isolados, outros oficiais distribuíam homossexuais entre a população prisional geral e incentivavam a "homofobia brutal" para isolá-los. Os prisioneiros homossexuais não precisavam usar um distintivo, mas podiam ser identificados por sublinhado vermelho em suas etiquetas de identificação.
Antes de 1933, o sexo na prisão era comum, mas sua prevenção e punição se tornaram muito mais importantes sob o governo nazista. Qualquer prisioneiro que tentasse iniciar um relacionamento do mesmo sexo, mesmo que não resultasse em qualquer contato físico, podia esperar uma punição severa. Os guardas contavam com informantes entre os detentos para evitar atividades do mesmo sexo. Apesar da discriminação que enfrentavam, no entanto, os prisioneiros homossexuais estavam em condições muito melhores nas prisões do que nos campos de concentração.

#### Castração

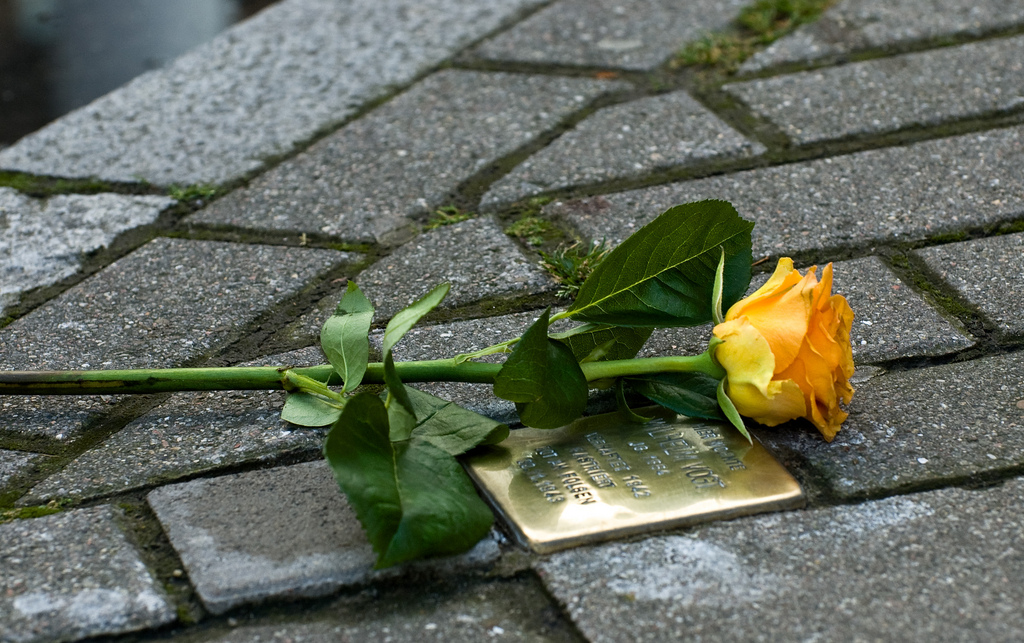
Wilhelm Vogt (1884–1943) foi preso por homossexualidade e morreu como consequência de castração

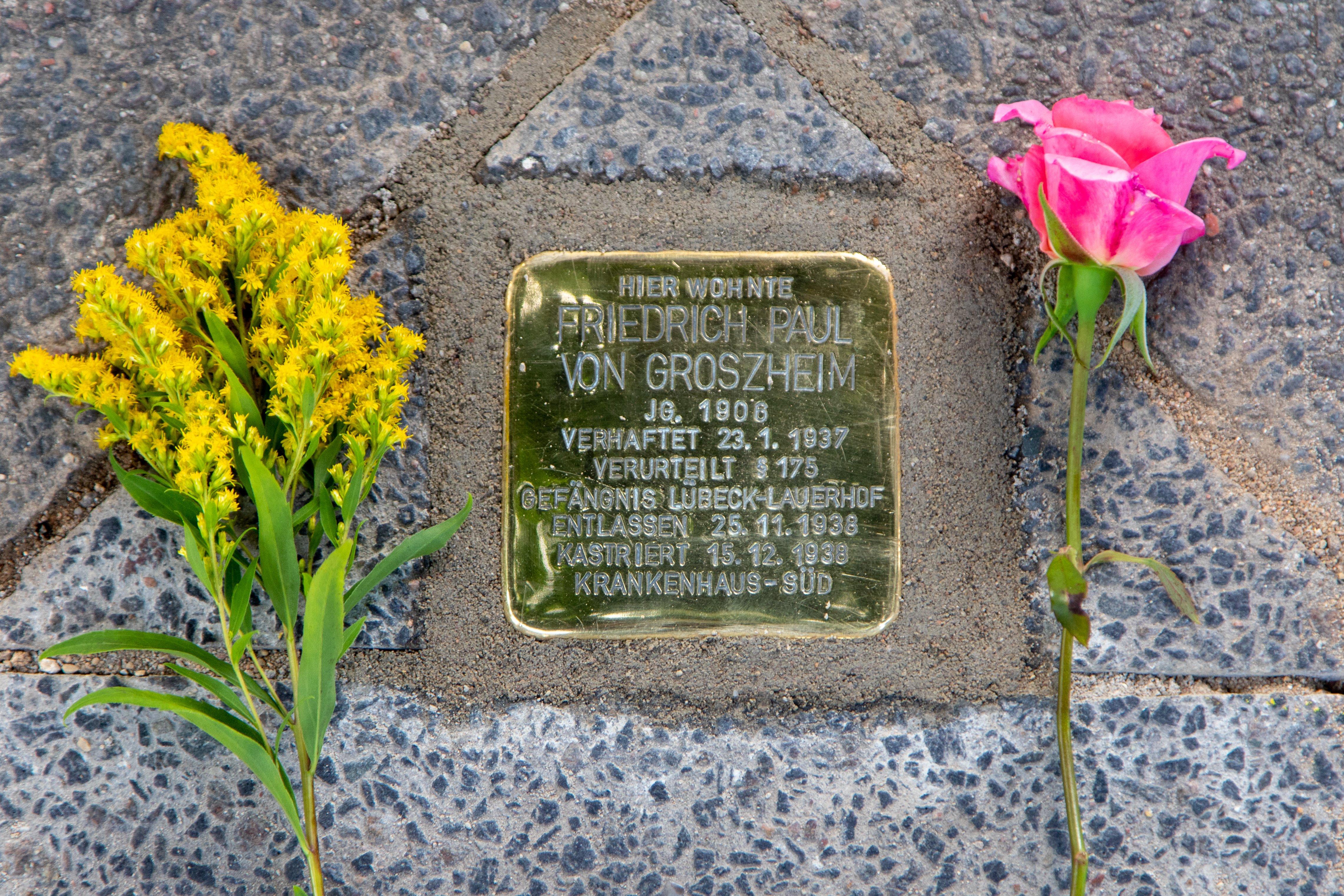
Friedrich-Paul von Groszheim (1908–2006) foi poupado de um campo de concentração após concordar com a castração sob pressão em 1938

Em junho de 1935, a lei de esterilização foi emendada para permitir que criminosos condenados individualmente fossem esterilizados "voluntariamente" para eliminar seu "desejo sexual degenerado". Durante a era nazista, o regime considerou estender a política de castração involuntária que anteriormente era aplicada a abusadores de crianças e outros criminosos sexuais a homossexuais, mas tal lei nunca foi aprovada. Em 1943, o chefe da Gestapo, Ernst Kaltenbrunner, defendeu uma lei de castração involuntária para homossexuais e criminosos sexuais, mas retirou esse pedido porque acreditava que a Gestapo poderia garantir que as castrações fossem realizadas onde desejasse.
Embora a ficção da castração voluntária fosse mantida, alguns homossexuais foram submetidos a forte pressão e coerção para concordar com a castração. Não havia limite de idade; alguns meninos de apenas 16 anos foram castrados. Aqueles que concordavam com a castração ficavam isentos de serem transferidos para um campo de concentração após cumprir sua sentença legal, uma ameaça que era usada para incentivar os homens a "se voluntariar" para o procedimento. Estima-se que de 400 a 800 homens foram castrados dessa maneira.

### Campos de Concentração

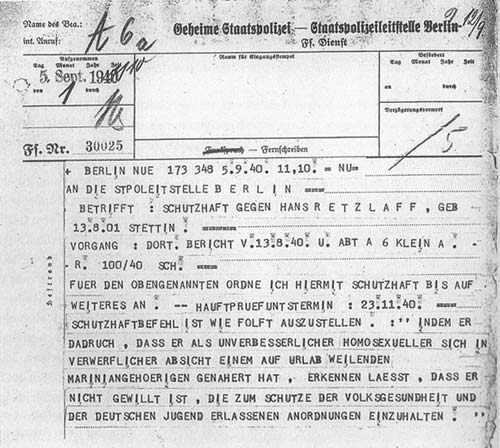
Ordem da Gestapo de 5 de setembro de 1940 para a detenção de Hans Retzlaff (1901–1940), um "homossexual incorrigível" no campo de concentração de Sachsenhausen.

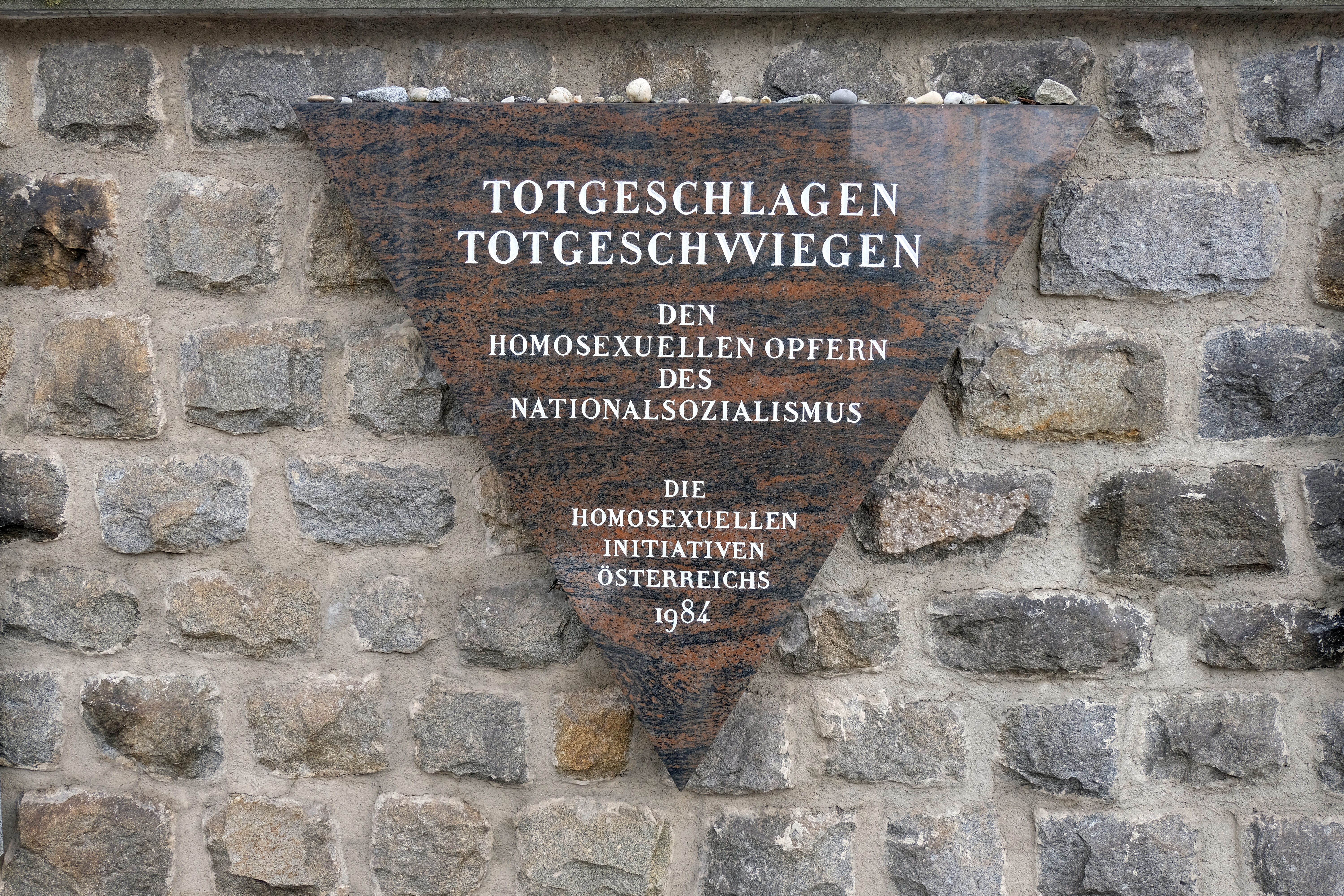
Placa memorial dedicada às vítimas homossexuais no campo de concentração de Mauthausen.

Diferentemente do sistema legal de punição, os prisioneiros em campos de concentração eram mantidos em detenção indefinida à mercê das SS e da Gestapo. O uso de campos de concentração para detenção de homossexuais começou em 1934 e 1935; inicialmente, era visto como uma medida temporária de reeducação. Em maio de 1935, a polícia prussiana deteve 513 homens acusados de homossexualidade em custódia protetora. Himmler não considerava que uma sentença de prisão com prazo determinado era suficiente para eliminar a homossexualidade. Após 1939, a política era enviar homens que foram condenados por múltiplos atos homossexuais para um campo de concentração após cumprirem suas penas de prisão. Em 12 de julho de 1940, o Escritório Central de Segurança do Reich formalizou essa política, decretando que "no futuro, todos os homossexuais que seduziram mais de um parceiro devem ser colocados sob custódia preventiva da polícia após sua libertação da prisão". Segundo pesquisas em algumas partes da Alemanha, a homossexualidade não agravada, em regra, não era punida com o encarceramento em campos de concentração, o que era reservado principalmente para aqueles que eram considerados "sedutores de jovens" ou que haviam sido condenados por prostituição masculina ou abuso de crianças. Em outros casos, homens que foram condenados por homossexualidade em combinação com outros crimes ou oposição política podiam ser transferidos para um campo de concentração.
O historiador Clayton J. Whisnant afirma que os prisioneiros homossexuais nos campos de concentração "experimentaram algumas das piores condições que os seres humanos já foram forçados a suportar". Nos campos de concentração pré-guerra, os prisioneiros judeus e homossexuais estavam no fundo da hierarquia prisional, e os homossexuais judeus eram os que menos sobreviviam. Junto com os judeus, os homossexuais eram frequentemente designados para trabalhos segregados e tinham que realizar trabalhos especialmente sujos e extenuantes, enfrentando condições piores que o restante do campo. Os prisioneiros homossexuais raramente se beneficiavam da solidariedade de outros prisioneiros, mesmo judeus, devido à homofobia generalizada. Sobreviver aos campos muitas vezes exigia a construção de redes sociais com outros prisioneiros ou a ascensão a uma posição de autoridade. Os homossexuais eram prejudicados em ambos os aspectos; alguns homens mais jovens e atraentes podiam obter vantagens de um relacionamento sexual com um kapo (funcionário prisional) ou guarda da SS. Após 1942, as condições melhoraram devido à necessidade de trabalho forçado, e alguns prisioneiros homossexuais foram promovidos devido ao influxo de prisioneiros não alemães que não eram elegíveis para posições de kapo.

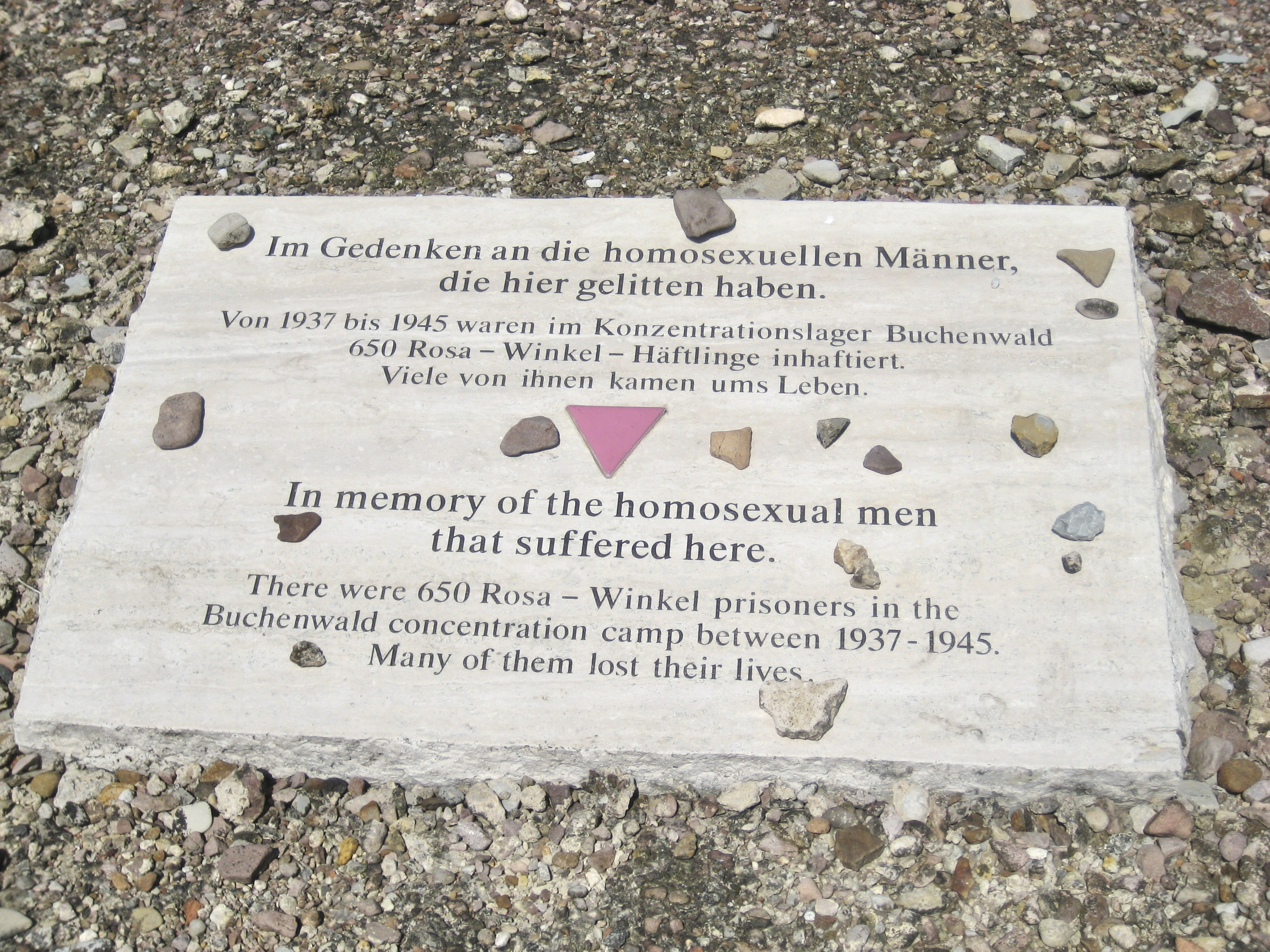
Memorial aos milhares de homossexuais presos e assassinados pelo regime nazista no antigo campo de concentração de Buchenwald. Os presos homossexuais eram marcados com um triângulo rosa.

Aproximadamente de 5.000 a 6.000 homens homossexuais foram presos nos campos de concentração. O sociólogo Rüdiger Lautmann examinou 2.542 casos conhecidos de prisioneiros homossexuais nos campos de concentração e determinou que a taxa de mortalidade deles era de 60%, em comparação com 42% dos prisioneiros políticos e 35% das Testemunhas de Jeová. Assumindo uma taxa de mortalidade entre 53% e 60%, pelo menos 3.100 a 3.600 homens morreram nos campos. Guardas da SS assassinavam prisioneiros homossexuais por crueldade ou durante jogos sádicos, disfarçando as mortes como causas naturais. Em campos como Mauthausen e Flossenbürg, era prática padrão trabalhar os prisioneiros homossexuais até a morte. Em meados de 1942, quase todos os prisioneiros homossexuais em Sachsenhausen (pelo menos duzentos) foram executados. Muitos prisioneiros homossexuais em Ravensbrück morreram ao mesmo tempo. As chances de sobrevivência dependiam do campo em que os homens estavam encarcerados; Neuengamme era considerado menos severo para os prisioneiros homossexuais do que Buchenwald, Dachau ou Sachsenhausen.
Inicialmente, os homossexuais eram diferenciados de outros prisioneiros com um distintivo com a letra maiúscula "A" que era usado em Lichtenberg. Os distintivos padronizados dos campos de concentração nazistas que incluíam um triângulo rosa para prisioneiros homossexuais foram adotados em 1938. Os prisioneiros homossexuais eram um alvo preferido dos experimentos humanos nazistas durante os últimos anos do regime nazista. Os experimentos mais conhecidos envolvendo homens homossexuais foram tentativas do endocrinologista Carl Vaernet de mudar a orientação sexual dos prisioneiros através do implante de um pellet que liberava testosterona. A maioria das vítimas, prisioneiros não consentidos em Buchenwald, morreu logo depois. Prisioneiros homossexuais e judeus também receberam tratamentos experimentais para tifus em Buchenwald, para queimadura de fósforo em Sachsenhausen e foram usados para testes de ópio e Pervitin. Alguns prisioneiros homossexuais foram castrados.

### Pena de morte

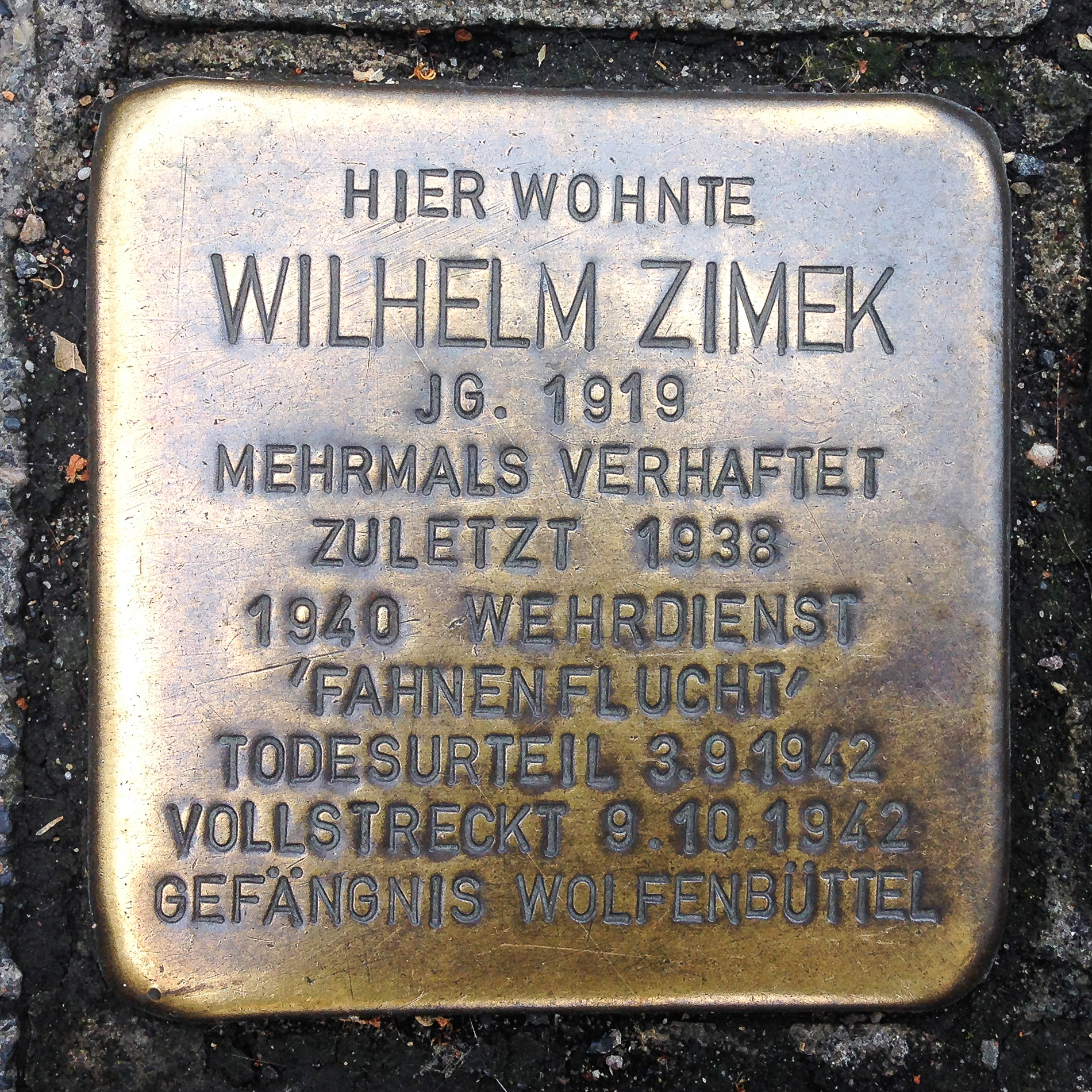
Wilhelm Zimek (1919–1942), perseguido por deserção e homossexualidade, executado na Prisão de Wolfenbüttel

Em um discurso de 1937, Himmler argumentou que os membros da SS que haviam cumprido penas por homossexualidade deveriam ser transferidos para um campo de concentração e "baleados enquanto tentavam escapar". Essa política nunca foi implementada, embora algumas poucas sentenças de morte contra membros da SS por atos homossexuais tenham sido proferidas entre 1937 e 1940. Em um discurso em 18 de agosto de 1941, Hitler argumentou que a homossexualidade na Juventude Hitlerista deveria ser punida com a morte. Depois de saber do comentário de Hitler, Himmler elaborou um decreto que previa a pena de morte para qualquer membro da SS ou da polícia que fosse considerado culpado de envolver-se em um ato homossexual. Hitler, que estava preocupado que o decreto pudesse encorajar a propaganda de esquerda de que a homossexualidade era especialmente prevalente na Alemanha, assinou o decreto em 15 de novembro de 1941 com a condição de que não houvesse publicidade. Após o decreto, apenas algumas poucas sentenças de morte foram proferidas. Himmler frequentemente comutava a sentença, especialmente se achasse que o acusado não era um homossexual convicto. Muitos dos que tiveram suas sentenças comutadas foram enviados para servir na Brigada Dirlewanger, onde a maioria foi morta. Após o final de 1943, devido às perdas militares, a política era enviar os membros da SS que foram condenados por homossexualidade para o exército.
A lei de 1933 sobre criminosos habituais permitia a execução após a terceira condenação. Em 4 de setembro de 1941, uma nova lei permitiu a execução de criminosos sexuais perigosos e criminosos habituais quando "a proteção da Volksgemeinschaft ou a necessidade de expiação justa exigem isso". Essa lei possibilitou que as autoridades proferissem sentenças de morte contra homossexuais e é sabido que ela foi empregada em quatro casos na Áustria. Em 1943, Wilhelm Keitel autorizou a pena de morte para soldados alemães que foram condenados por homossexualidade em "casos especialmente graves". Conhecem-se apenas alguns casos de execuções nesse sentido, na maioria das vezes em conjunto com outras acusações – especialmente deserção. Alguns homossexuais foram executados em centros de eutanásia nazistas, como Bernburg e Meseritz-Obrawalde. É difícil estimar o número de homens homossexuais que foram mortos durante a era nazista.

## Continuidade

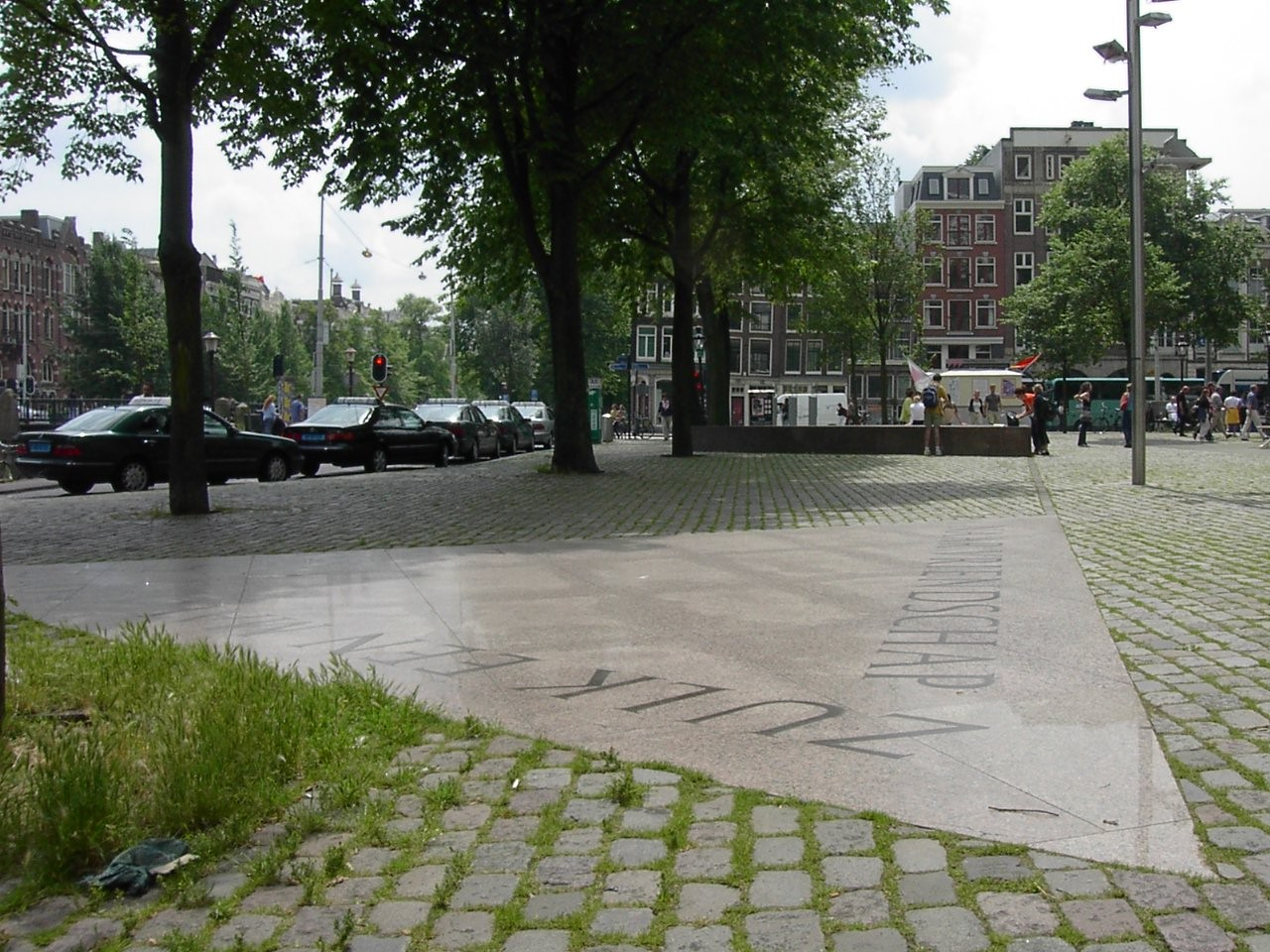
O Homomonument em Amsterdã, Países Baixos, feito em homenagem aos homossexuais mortos pela Alemanha Nazista.

O historiador  de estima que cerca de um quarto dos homens homossexuais alemães foram investigados durante a era nazista, e que até um décimo deles foram presos. De acordo com Zinn, essa taxa é evidência da indiferença entre a população geral alemã em relação à homossexualidade; a denúncia de relações homossexuais consensuais era menos comum. Zinn afirma que, embora todos os homossexuais na Alemanha nazista tenham sofrido com os efeitos indiretos da criminalização, suas vidas não podem ser reduzidas ao medo de prisão, e eles mantiveram um grau limitado de liberdade pessoal. Mesmo antes de 1933, muitos homens homossexuais se casavam com mulheres, e a ascensão dos nazistas ao poder proporcionou um incentivo adicional, embora esses casamentos geralmente fossem infelizes. Os desejos homossexuais não desapareceram; alguns homens buscavam contato homossexual fora do casamento, correndo o risco de serem denunciados por uma esposa insatisfeita. Alguns homens organizavam casamentos lavanda com lésbicas que conheciam antes de 1933. Embora quase todos os homossexuais tentassem evitar a atenção das autoridades, os homens continuavam a encontrar parceiros sexuais em saunas em Kreuzberg e cinemas em Münzstrasse e praticavam cruising em lugares como Alexanderplatz e a Friedrichstrasse em Berlim. Muitos sofriam com relacionamentos interrompidos, solidão ou perda de autoestima. Um número significativo de homens homossexuais e bissexuais, incluindo 25 por cento dos perseguidos em Hamburgo, cometeram suicídio.
Segundo o historiador Manfred Herzer, homens e mulheres homossexuais que evitaram a perseguição "pertenciam aos súditos dispostos e beneficiários do Estado nazista, assim como outros homens e mulheres alemães". A probabilidade de serem perseguidos era menor para aqueles que reprimiam sua vida sexual ou serviam aos objetivos mais altos do nazismo. Alguns homossexuais alemães se juntaram ao Partido Nazista ou lutaram pela Alemanha durante a Segunda Guerra Mundial. A guerra e o serviço armado proporcionaram oportunidades para encontros sexuais com outros homens, tanto civis quanto membros das forças armadas. Também havia oportunidades para sexo não consensual com outros soldados, subordinados, pessoas de países ocupados e prisioneiros. Ambos os tipos de sexo poderiam ser praticados por homens que não se identificavam como homossexuais. Durante os últimos anos da guerra, houve um aumento de oportunidades para encontros sexuais em cidades devastadas por bombardeios.
Em outubro de 1937, Himmler ordenou que atores e artistas só deveriam ser detidos por atos homossexuais com a sua autorização, a menos que fossem pegos no ato.

## Consequências
A perseguição de homossexuais na Alemanha nazista é considerada o episódio mais severo de uma longa história de discriminação e violência contra homossexuais; nunca antes ou depois disso tantos homossexuais foram sentenciados à prisão em um período tão curto, mesmo desconsiderando o aprisionamento em campos de concentração. Estima-se que cerca de 100.000 homens foram presos e, desses, metade passou algum tempo na prisão. As atitudes do pós-guerra em relação à homossexualidade foram influenciadas pela propaganda nazista que associava a homossexualidade à criminalidade e doença médica. Como os vários países aliados consideravam a homossexualidade um crime, aqueles prisioneiros que não haviam terminado de cumprir suas sentenças sob o Parágrafo 175 tiveram que fazê-lo, mas aqueles que nunca haviam sido condenados ou que já haviam cumprido a pena completa foram libertados. A prisão e encarceramento de homens por atos homossexuais consensuais continuaram sendo comuns na Alemanha Ocidental e na Áustria até a década de 1960; entre 1945 e 1969, a Alemanha Ocidental condenou cerca de 50.000 homens, o mesmo número de homens que os nazistas haviam condenado durante seus doze anos de governo.
A versão de 1935 do Parágrafo 175 –  uma das poucas leis da era nazista que permaneceram em vigor e inalteradas na Alemanha Ocidental –  foi confirmada pelo Tribunal Constitucional Federal em 1957 e permaneceu em vigor até 1969, quando a homossexualidade foi parcialmente descriminalizada. Em 1962, o historiador Hans-Joachim Schoeps comentou: "Para os homossexuais, o Terceiro Reich ainda não terminou". Embora não fosse totalmente preciso, essa afirmação capturou a visão de muitos homossexuais alemães ocidentais. Na Alemanha Oriental, a homossexualidade raramente foi processada após 1957 e foi descriminalizada em 1968; o número de condenações lá foi muito menor. A descriminalização não resultou em uma aceitação social generalizada, e o Parágrafo 175 só foi revogado em 1994.

### Reconhecimento como vítimas do Nacional-Socialismo
Os prisioneiros homossexuais dos campos de concentração não foram reconhecidos como vítimas do Nacional-Socialismo. Assim como havia uma hierarquia entre os prisioneiros nos campos de concentração, havia também uma hierarquia entre os sobreviventes. Reparações e pensões estatais disponíveis para outros grupos foram negadas aos homens homossexuais, que ainda eram classificados como criminosos. Prisioneiros políticos e judeus perseguidos poderiam ser desqualificados do status de vítima se fossem descobertos como homossexuais. Na década de 1950, Rudolf Klimmer peticiou sem sucesso o governo da Alemanha Oriental para reconhecer os homossexuais como vítimas do nazismo e oferecer-lhes compensação equivalente àquela concedida a outras vítimas. Na Alemanha Ocidental, nos anos 1970, ativistas fizeram demandas semelhantes, mas estas foram rejeitadas.
Somente em 1985, a perseguição nazista de homossexuais foi oficialmente reconhecida pela primeira vez em um discurso do presidente da Alemanha Ocidental, Richard von Weizsäcker. Em 2002, a Alemanha anulou os julgamentos da era nazista sob o Parágrafo 175, e em 2017, as vítimas foram oferecidas compensação. A anulação dos julgamentos em 2017 e a compensação foram estendidas aos homens que foram condenados após 1945, tornando este o único caso em que o estado alemão ofereceu reparações por atos que não eram considerados "injustiça típica do nazismo" e que não seriam possíveis em um estado democrático.

## Legado

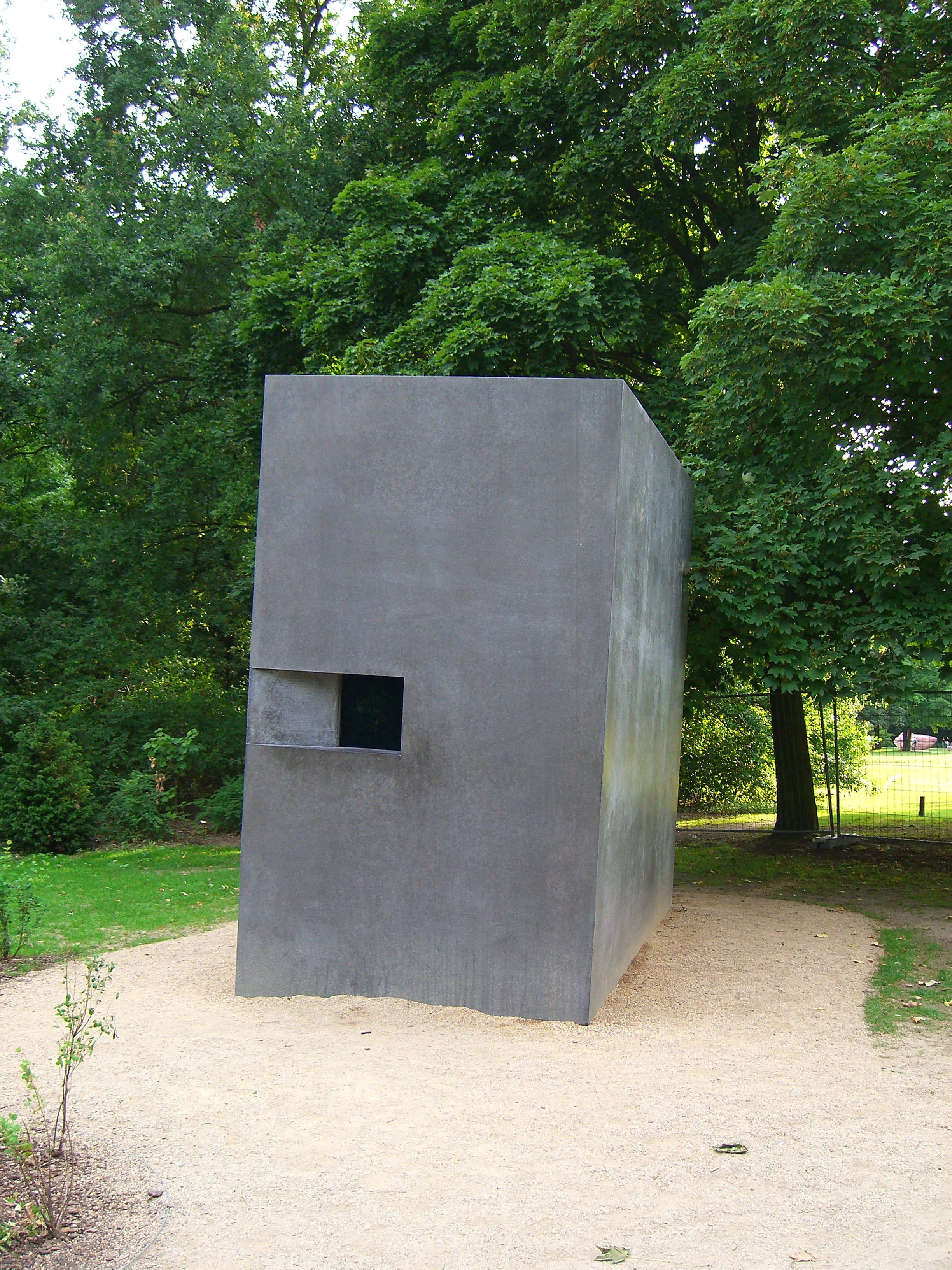
Memorial aos Homossexuais Perseguidos pelo Nazismo no Parque Tiergarten, Berlim.

Antes de 1970, havia pouquíssimas referências à perseguição de homossexuais. Isso mudou após os Motins de Stonewall e a parcial descriminalização da homossexualidade na Alemanha, o que deu início à era da libertação gay. A memória da perseguição nazista de homossexuais chegou à atenção da comunidade LGBT na década de 1970, à medida que se desenvolviam movimentos de direitos LGBT em larga escala. A consciência dos homossexuais como uma categoria separada de vítimas do nazismo começou nos Estados Unidos e foi posteriormente adotada por ativistas homossexuais alemães. O termo "Homocausto" entrou em uso logo após o "Holocausto"; os ativistas alegavam que houve 250.000 mortes, mas pesquisas históricas logo refutaram esse número. A peça de teatro Bent, de Martin Sherman, de 1979, trouxe maior atenção à perseguição nazista de homossexuais em países de língua inglesa. O triângulo rosa tornou-se um dos símbolos mais proeminentes da libertação gay nos Estados Unidos. Os ativistas usam o símbolo para conectar a perseguição nazista à discriminação e violência contemporâneas contra as pessoas LGBT e para mobilizar a oposição contra isso.
A prática de colocar coroas de flores memoriais em campos de concentração em memória das vítimas homossexuais começou na década de 1970. Memorial permanentes foram adicionados a vários campos de concentração, incluindo Mauthausen (1984), Sachsenhausen (1992), Dachau (1995) e Buchenwald (2002). Esta memorialização encontrou forte resistência das associações de sobreviventes estabelecidas. Memoriais também foram construídos em várias cidades alemãs, como Frankfurt (1994), Cologne (1995), Berlin (2008) e Lübeck (2016). Memoriais à perseguição nazista de homossexuais também foram construídos em Amsterdã, Bolonha, Turim, Barcelona, San Francisco, Nova York, Montevidéu, Sydney e Tel Aviv. Centenas de Stolpersteine foram instalados para lembrar vítimas individuais da perseguição anti-homossexual dos nazistas. Nos Estados Unidos, houve menos ênfase na memorialização e comparações mais explícitas entre o Holocausto judeu e a perseguição de homossexuais. Os ativistas gays alemães tendiam a ver uma forte paralelo entre a perseguição nazista de comunistas e socialistas.
Fontes que atestem a perseguição nazista de homossexuais são escassas. A maioria dos homossexuais, especialmente aqueles que evitaram a prisão, nunca falaram sobre suas experiências. Os nazistas destruíram um grande número de registros, incluindo o arquivo do Escritório Central do Reich para o Combate à Homossexualidade e ao Aborto. As fontes remanescentes são principalmente registros policiais e judiciais. Em 1972, o sobrevivente do campo de concentração Josef Kohout publicou suas memórias, The Men With the Pink Triangle, que é um dos poucos relatos de um prisioneiro com triângulo rosa. As primeiras pesquisas históricas surgiram no final dos anos 1970.

#### Livros
- Herzog, Dagmar (2011). Sexuality in Europe: A Twentieth-Century History. [S.l.]: Cambridge University Press. ISBN 978-0-521-87096-2
- Longerich, Peter (2011). Heinrich Himmler: A Life (em inglês). [S.l.]: Oxford University Press. ISBN 978-0-19-161705-8
- Lorenz, Gottfried (2018). Todesurteile und Hinrichtungen wegen homosexueller Handlungen während der NS-Zeit: Mann-männliche Internetprostitution. Und andere Texte zur Geschichte und zur Situation der Homosexuellen in Deutschland [Death sentences and executions for homosexual acts during the Nazi era, male-male internet prostitution, and other texts on the history and situation of homosexuals in Germany] (em alemão). [S.l.]: LIT Verlag. ISBN 978-3-643-13992-4
- Marhoefer, Laurie (2015). Sex and the Weimar Republic: German Homosexual Emancipation and the Rise of the Nazis (em inglês). [S.l.]: University of Toronto Press. ISBN 978-1-4426-1957-9
- Newsome, W. Jake (2022). Pink Triangle Legacies: Coming Out in the Shadow of the Holocaust (em inglês). [S.l.]: Cornell University Press. ISBN 978-1-5017-6549-0
- Snyder, David Raub (2007). Sex Crimes Under the Wehrmacht (em inglês). [S.l.]: University of Nebraska Press. ISBN 978-0-8032-0742-4
- Storkmann, Klaus (2021). Tabu und Toleranz: Der Umgang mit Homosexualität in der Bundeswehr 1955 bis 2000 [Taboo and Tolerance: Homosexuality and the Bundeswehr 1955 to 2000] (em alemão). [S.l.]: De Gruyter. ISBN 978-3-11-073290-0
- Vendrell, Javier Samper (2020). Seduction of Youth: Print Culture and Homosexual Rights in the Weimar Republic (em inglês). [S.l.]: University of Toronto Press. ISBN 978-1-4875-2503-3
- Wachsmann, Nikolaus (2015) [2004]. Hitler's Prisons: Legal Terror in Nazi Germany (em inglês). [S.l.]: Yale University Press. ISBN 978-0-300-22829-8
- Weindling, Paul (2015). Victims and Survivors of Nazi Human Experiments: Science and Suffering in the Holocaust (em inglês). [S.l.]: Bloomsbury Academic. ISBN 978-1-4411-7990-6
- Whisnant, Clayton J. (2016). Queer Identities and Politics in Germany: A History, 1880–1945 (em inglês). [S.l.]: Columbia University Press. ISBN 978-1-939594-10-5
- Wünschmann, Kim (2015). Before Auschwitz: Jewish Prisoners in the Prewar Concentration Camps (em inglês). [S.l.]: Harvard University Press. ISBN 978-0-674-96759-5
- Zinn, Alexander (2018). Aus dem Volkskörper entfernt?: Homosexuelle Männer im Nationalsozialismus [Removed from the national body? Homosexual men under National Socialism] (em alemão). [S.l.]:  de. ISBN 978-3-593-50863-4
- Steinweis, Alan E. (2017). Art, Ideology, and Economics in Nazi Germany (em inglês). [S.l.]: University of North Carolina Press. ISBN 9780807864791

#### Capítulos
- Braun, Kathrin (2021). «Justice at Last: The Persecution of Homosexual Men and the Politics of Amends». Biopolitics and Historic Justice: Coming to Terms with the Injuries of Normality (em inglês). [S.l.]:  de. pp. 77–98. ISBN 978-3-8394-4550-1. doi:10.1515/9783839445501-004
- Bollmann, Ulf (2014). «Gemeinsam gegen das Vergessen – Stolpersteine für homosexuelle NS-Opfer» [Together against oblivion – Stolpersteine for homosexual Nazi victims]. Homosexuelle im Nationalsozialismus: Neue Forschungsperspektiven zu Lebenssituationen von lesbischen, schwulen, bi-, trans- und intersexuellen Menschen 1933 bis 1945 [Homosexuals Under National Socialism: New Research Perspectives on the Life Circumstances of Lesbian, Gay, Bisexual, Transsexual, and Intersexual Persons from 1933 to 1945] (em alemão). [S.l.]: De Gruyter. pp. 129–134. ISBN 978-3-486-85750-4. doi:10.1524/9783486857504.129
- Giles, Geoffrey J. (2001). «The Institutionalization of Homosexual Panic in the Third Reich». Social Outsiders in Nazi Germany (em inglês). [S.l.]: Princeton University Press. pp. 233–255. ISBN 978-0-691-18835-5
- Giles, Geoffrey J. (2010). «The Persecution of Gay Men and Lesbians During the Third Reich». The Routledge History of the Holocaust. [S.l.]: Routledge. pp. 385–396. ISBN 978-0-203-83744-3
- Grau, Günter (2014). «Die Verfolgung der Homosexualität im Nationalsozialismus: Anmerkungen zum Forschungsstand» [The persecution of homosexuality under National Socialism: Commentary on the state of research]. In:  Schwartz, Michael. Homosexuelle im Nationalsozialismus: Neue Forschungsperspektiven zu Lebenssituationen von lesbischen, schwulen, bi-, trans- und intersexuellen Menschen 1933 bis 1945 [Homosexuals Under National Socialism: New Research Perspectives on the Life Circumstances of Lesbian, Gay, Bisexual, Transsexual, and Intersexual Persons from 1933 to 1945] (em alemão). [S.l.]: De Gruyter. pp. 43–52. ISBN 978-3-486-85750-4. doi:10.1524/9783486857504.43
- Kirchknopf, Johann K. (2018). «The Anschluss – Also a sexual annexation?». Queer in Europe during the Second World War. [S.l.]: Council of Europe. pp. 39–52. ISBN 978-92-871-8464-1. Cópia arquivada em 17 de fevereiro de 2022
- Knoll, Albert (2017). «"Es muß alles versucht werden, um dieses widernatürliche Laster auszurotten": Homosexuelle Häftlinge in den frühen Konzentrationslagern» ["Everything must be tried to eradicate this unnatural vice": Homosexual prisoners in the early concentration camps]. ... der schrankenlosesten Willkür ausgeliefert: Häftlinge der frühen Konzentrationslager 1933–1936/37 [... at the mercy of the most unrestrained arbitrariness: prisoners of the early concentration camps 1933–1936/37] (em alemão). [S.l.]: Campus Verlag. pp. 221–246. ISBN 978-3-593-50702-6
- Lautmann, Rüdiger (2020). «Engführungen des Erinnerns an die NS-Homosexuellenrepression und an die Shoah». Ko-Erinnerung: Grenzen, Herausforderungen und Perspektiven des neueren Shoah-Gedenkens [Commemoration: Limits, Challenges, and Possibilities in Contemporary Shoah Remembrance] (em alemão). [S.l.]: De Gruyter. pp. 175–192. ISBN 978-3-11-062270-6
- Murphy, Melanie (2017). «Homosexuality and the Law in the Third Reich». Nazi Law – From Nuremberg to Nuremberg (em inglês). [S.l.]: Bloomsbury Academic. pp. 110–124. ISBN 978-1-350-00726-0
- Schlagdenhauffen, Régis (2018). «Queer life in Europe during the Second World War" and "Punishing homosexual men and women under the Third Reich». Queer in Europe during the Second World War. [S.l.]: Council of Europe. pp. 7–20, 21–38. ISBN 978-92-871-8464-1. Cópia arquivada em 17 de fevereiro de 2022
- Schwartz, Michael (2014). «Verfolgte Homosexuelle – oder Lebenssituationen von LSBT*QI*?» [Persecution of homosexuals – or life circumstances of LGBT*QI*?]. Homosexuelle im Nationalsozialismus: Neue Forschungsperspektiven zu Lebenssituationen von lesbischen, schwulen, bi-, trans- und intersexuellen Menschen 1933 bis 1945 [Homosexuals Under National Socialism: New Research Perspectives on the Life Circumstances of Lesbian, Gay, Bisexual, Transsexual, and Intersexual Persons from 1933 to 1945] (em alemão). [S.l.]: De Gruyter. pp. 11–18. ISBN 978-3-486-85750-4. doi:10.1524/9783486857504.11
- Seidl, Jan (2018). «Legal Imbroglio in the Protectorate of Bohemia-Moravia». Queer in Europe during the Second World War. [S.l.]: Council of Europe. pp. 53–62. ISBN 978-92-871-8464-1. Cópia arquivada em 17 de fevereiro de 2022
- Zinn, Alexander (2020a). «'Gegen das Sittengesetz': Staatliche Homosexuellenverfolgung in Deutschland 1933–1969» ["Against the Moral Law": State persecution of homosexuals in Germany 1933–1969]. Homosexuelle in Deutschland 1933–1969 [Homosexuals in Germany 1933–1969]. [S.l.]: V&R unipress. pp. 15–48. ISBN 978-3-8471-1169-6

#### Artigos de jornais
- Crouthamel, Jason (2018). «Homosexuality and Comradeship: Destabilizing the Hegemonic Masculine Ideal in Nazi Germany». Central European History (em inglês). 51 (3): 419–439. ISSN 0008-9389. doi:10.1017/S0008938918000602
- Hancock, Eleanor (1998). «'Only the Real, the True, the Masculine Held Its Value': Ernst Röhm, Masculinity, and Male Homosexuality». Journal of the History of Sexuality. 8 (4): 616–641. ISSN 1043-4070. JSTOR 3840412. PMID 11620476
- Jensen, Erik N. (2002). «The Pink Triangle and Political Consciousness: Gays, Lesbians, and the Memory of Nazi Persecution». Journal of the History of Sexuality. 11 (1/2): 319–349. ISSN 1043-4070. JSTOR 3704560. doi:10.1353/sex.2002.0008
- Orangias, Joseph; Simms, Jeannie; French, Sloane (2018). «The Cultural Functions and Social Potential of Queer Monuments: A Preliminary Inventory and Analysis». Journal of Homosexuality. 65 (6): 705–726. PMID 28777713. doi:10.1080/00918369.2017.1364106
- Micheler, Stefan (2002). «Homophobic Propaganda and the Denunciation of Same-Sex-Desiring Men under National Socialism». Journal of the History of Sexuality. 11 (1): 105–130. ISSN 1535-3605. doi:10.1353/sex.2002.0011
- Scheck, Raffael (2020). «The Danger of "Moral Sabotage": Western Prisoners of War on Trial for Homosexual Relations in Nazi Germany». Journal of the History of Sexuality. 29 (3): 418–446. doi:10.7560/JHS29305
- Schwartz, Michael (2021). «Homosexuelle im modernen Deutschland: Eine Langzeitperspektive auf historische Transformationen» [Homosexuals in Modern Germany: A Long-Term Perspective on Historical Transformations]. Vierteljahrshefte für Zeitgeschichte (em alemão). 69 (3): 377–414. doi:10.1515/vfzg-2021-0028
- Seifert, Dorthe (2003). «Between Silence and License: The Representation of the National Socialist Persecution of Homosexuality in Anglo-American Fiction and Film». History & Memory. 15 (2): 94–129. ISSN 1527-1994. doi:10.1353/ham.2003.0012
- Westermann, Edward B. (2018). «'Shot While Trying to Escape': Procedural Legality and State-Sanctioned Killing in Nazi Germany». Dapim: Studies on the Holocaust. 32 (2): 93–111. doi:10.1080/23256249.2018.1459277
- Zinn, Alexander (2020b). «'Das sind Staatsfeinde' Die NS-Homosexuellenverfolgung 1933–1945» ["They are enemies of the state": The Nazi persecution of homosexuals 1933–1945] (PDF). Bulletin des Fritz Bauer Instituts (em alemão): 6–13. ISSN 1868-4211. Cópia arquivada (PDF) em 9 de outubro de 2022